# 페르 라셰즈 묘지

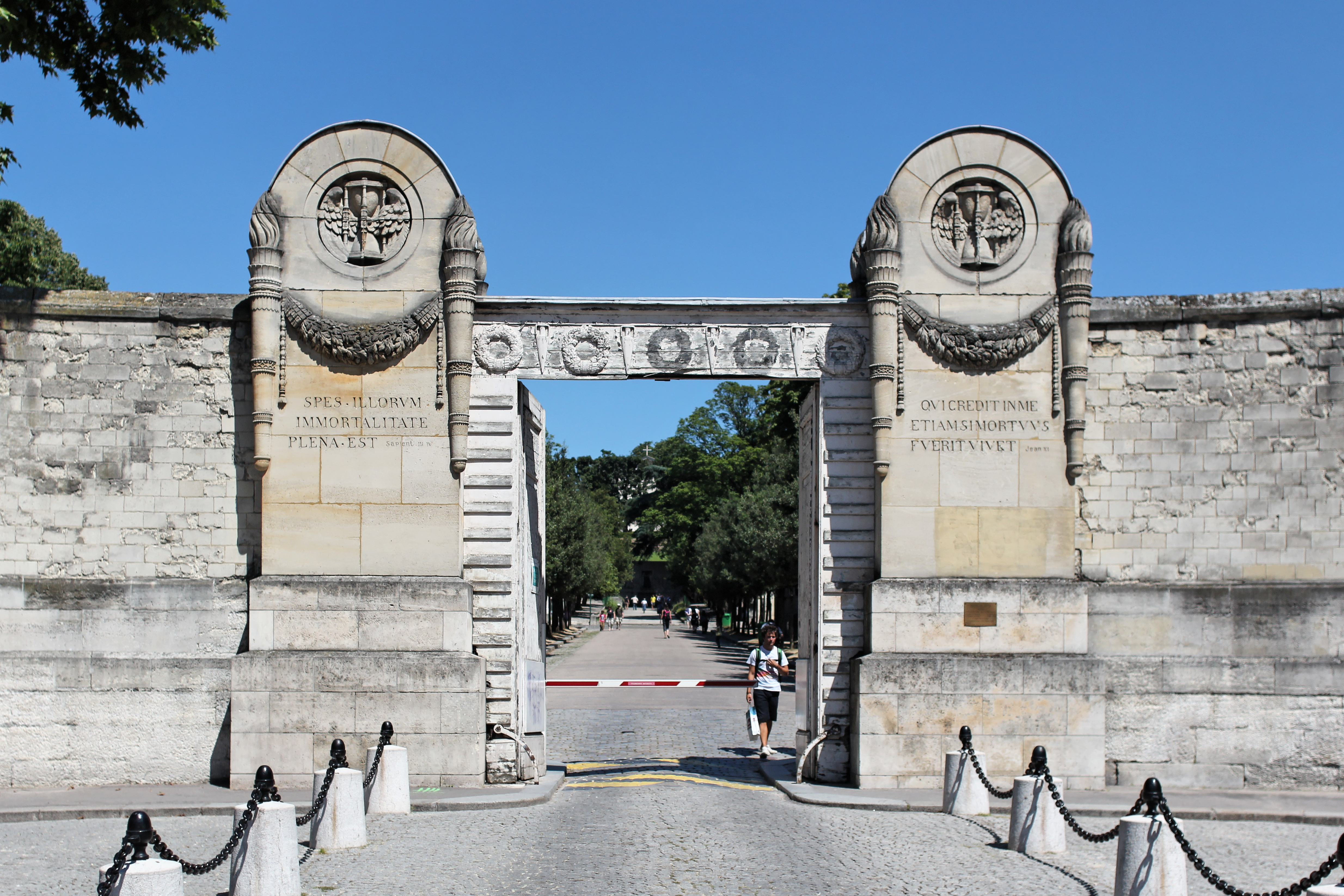
페르 라셰즈 입구

페르 라셰즈 묘지(영어: Père Lachaise Cemetery, 프랑스어: Cimetière du Père-Lachaise, 이전 명칭: cimetière de l'Est, 동쪽 공동묘지) 또는 페르 라셰즈 공동묘지는 파리 시에서 가장 큰 묘지이다.. 페르 라셰즈는 파리 20구 안에 있으며 최초의 정원식 공동묘지이자 최초의 지방자치적 공동묘지로 잘 알려져 있다. 제1차 세계 대전의 추모공원이기도 하다. 한편 파리 교외 지역에는 이보다 더 큰 규모의 묘지들이 존재한다.
파리 메트로 3호선 감베타 역을 이용하면 오스카 와일드의 무덤부터 시작해서 언덕을 따라 내려가 나머지 공동묘지 구역을 둘러볼 수 있다.

## 현황

페르라셰즈 묘지의 지도

페르 라셰즈는 지금도 묘지로 이용되고 있으며 매장 신청도 받고 있다. 다만 페르라셰즈는 물론 파리 시내의 공동묘지에 묻히기 위한 조건은 까다로운 편이다. 특히 프랑스 시민권을 가진 채 사망했거나 파리에 거주했을 경우여야 한다. 더구나 페르 라셰즈는 그 명성으로 인해 최근에는 대기 명단도 작성되는 등 더더욱 까다로워지고 있는 실정이다. 페르 라셰즈의 묘지는 장식 없이 간단한 비석만 세운 것이 있는가 하면, 큼직한 기념물을 세워둔 것까지 다양하며, 심지어는 유명인이나 일가에게는 작고 정교하게 꾸며진 추모 예배실을 헌정해둔 경우도 있다. 무덤은 대부분 공중전화 박스만한 크기와 모양을 띄며, 참배객 한 사람만 들어가 무릎을 꿇어 기도하고 꽃을 놓고 간다.
페르 라셰즈 묘지는 이미 꽉 찬 한정된 공간에 새로 들어오는 매장자의 자리를 확보하기 위해 최대한 공간을 활용하고 있다. 특히 여러 가족이 매장된 묘라면 하나의 묘에 통합 이장하는 방식을 취하고 있다. 페르 라셰즈에서는 시신이 분해된 묘를 다시 개봉해서 다른 관으로 이장하는 게 흔치 않은 일이었다. 일가족의 영묘나 여러 가족이 묻힌 묘에는 여러 구의 시신이 안치되어 있으며, 별개로 나뉘어 있지만 다 하나로 이어진 무덤에 담아둔 경우가 많다. 무덤 내부에는 이들이 안치된 선반이 설치되어 있는 구조이다.

## 갤러리

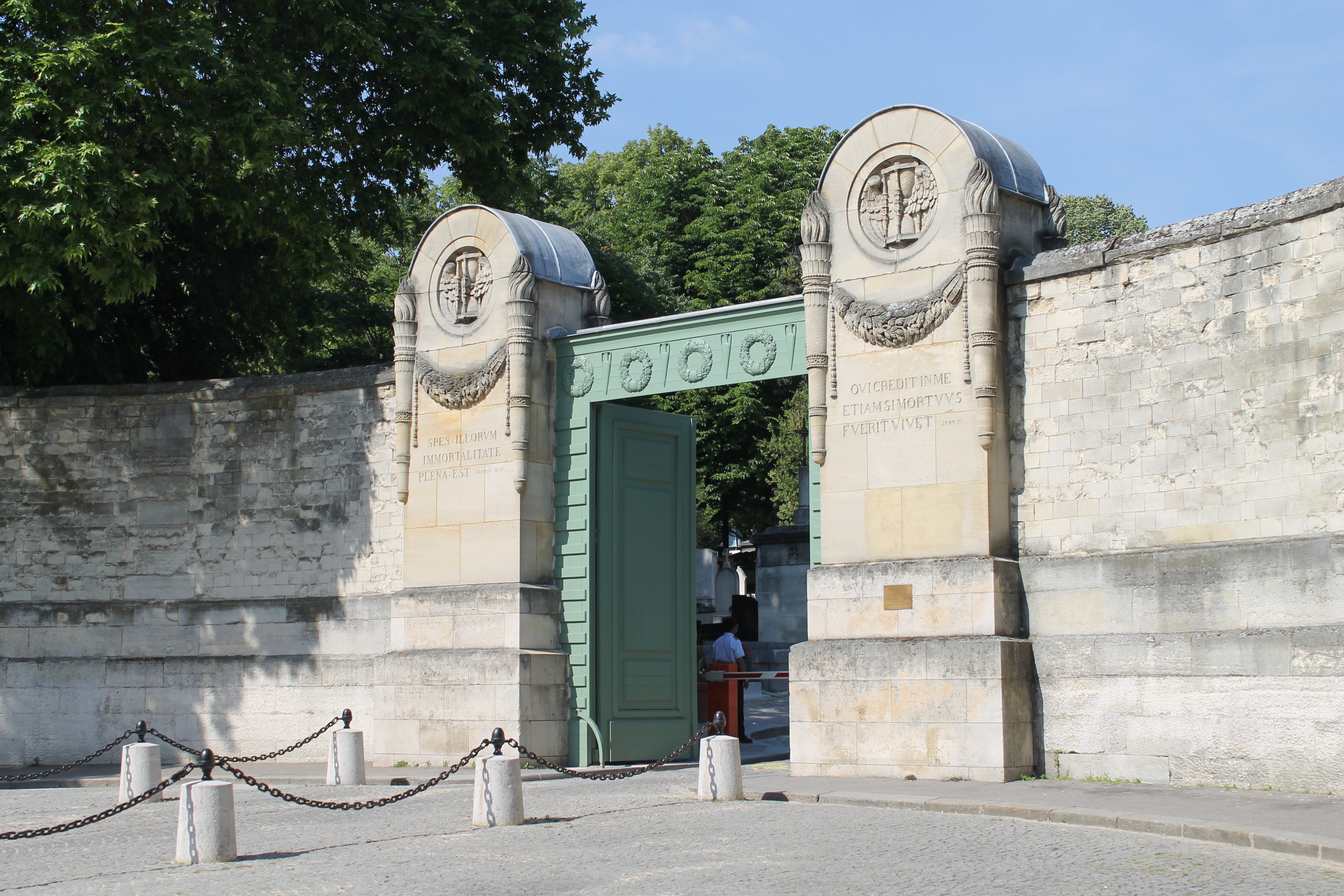
페르 라셰즈 공동묘지의 대문
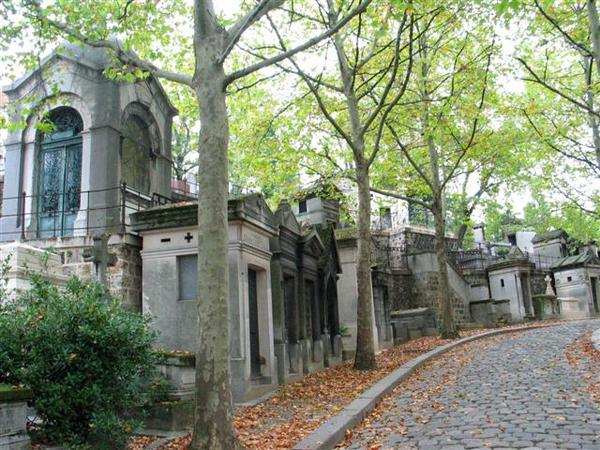
공동묘지 길가
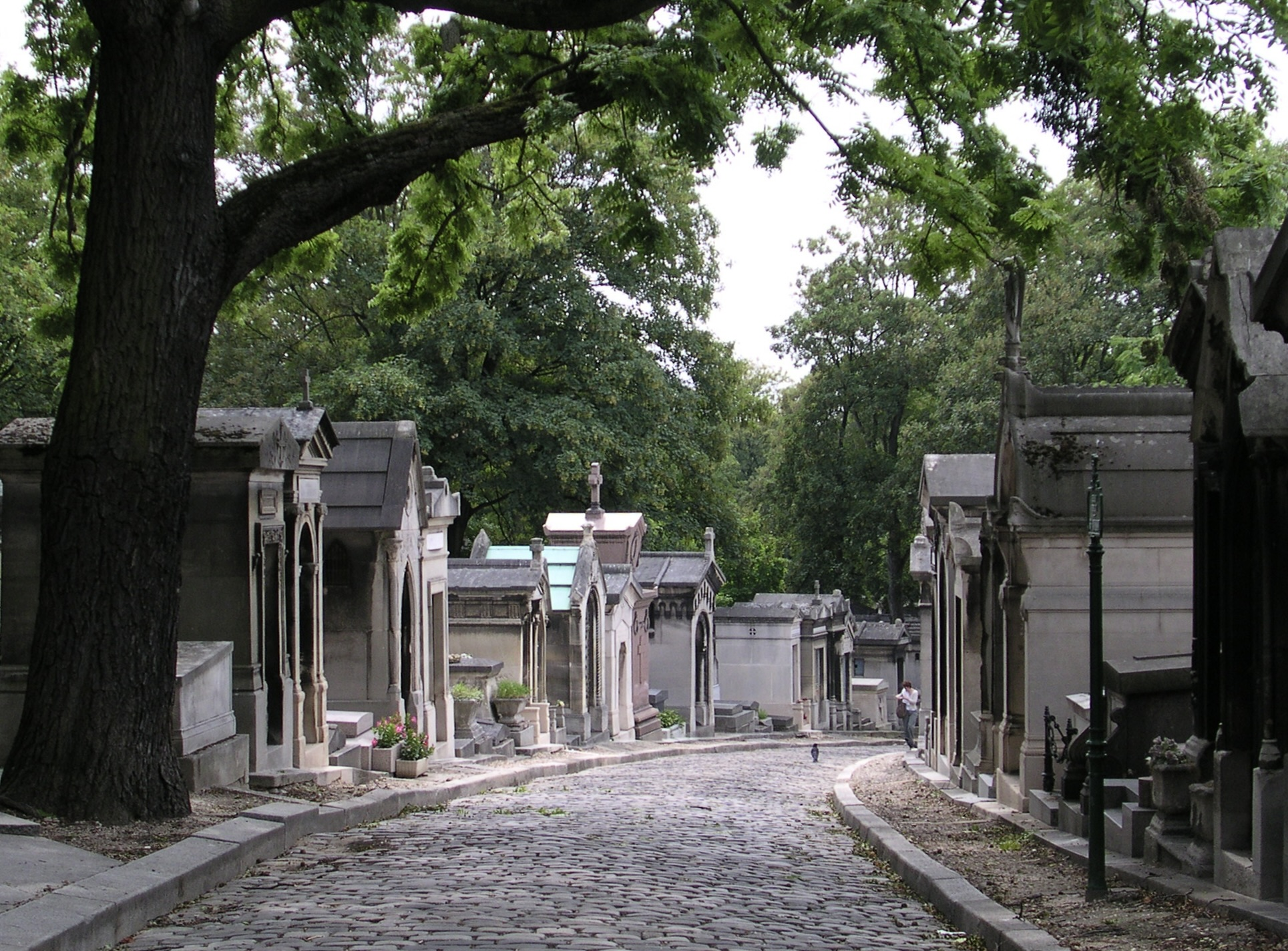
페르 라셰즈의 에라쥐 길
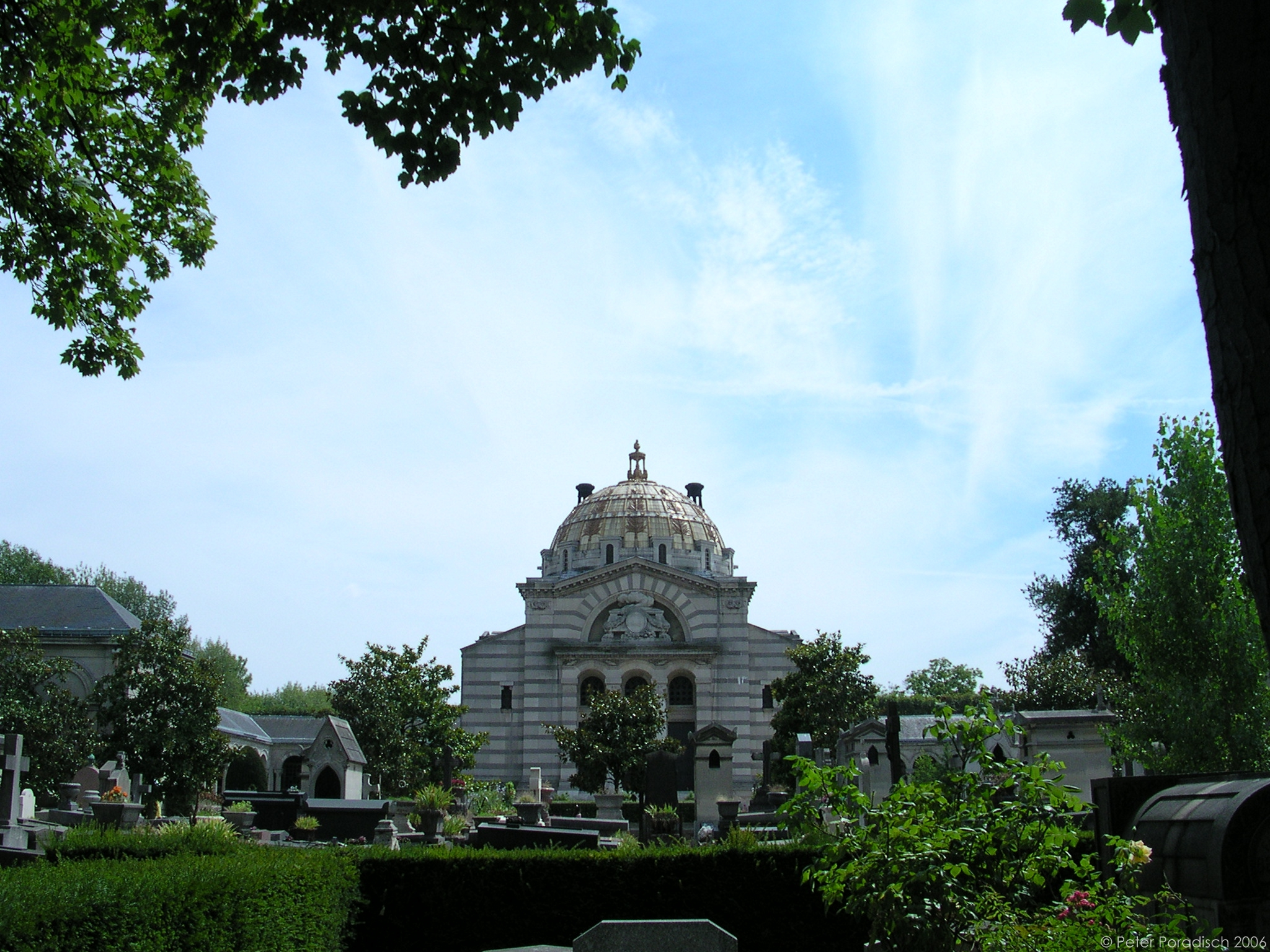
페르 라셰즈 화장터
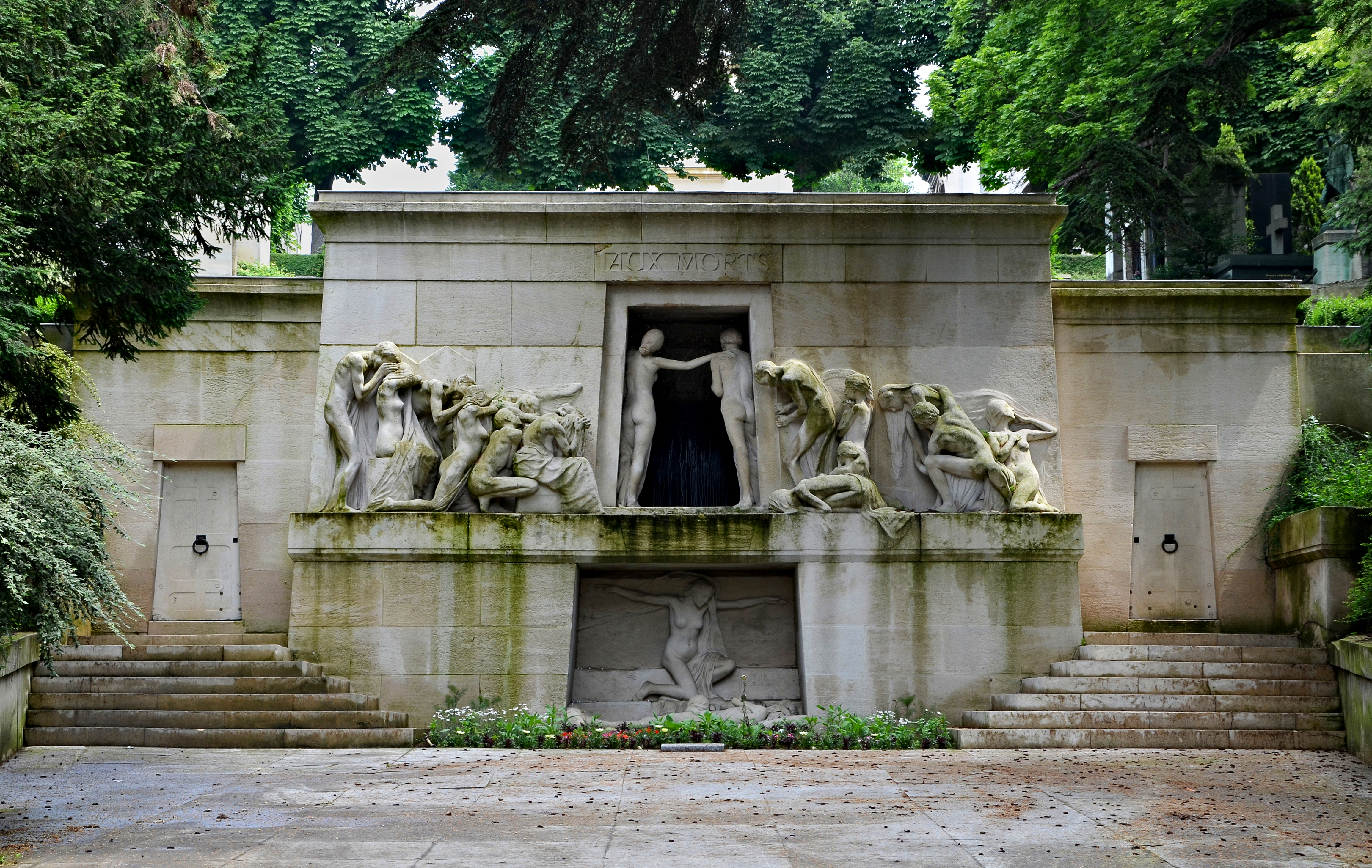
위령비
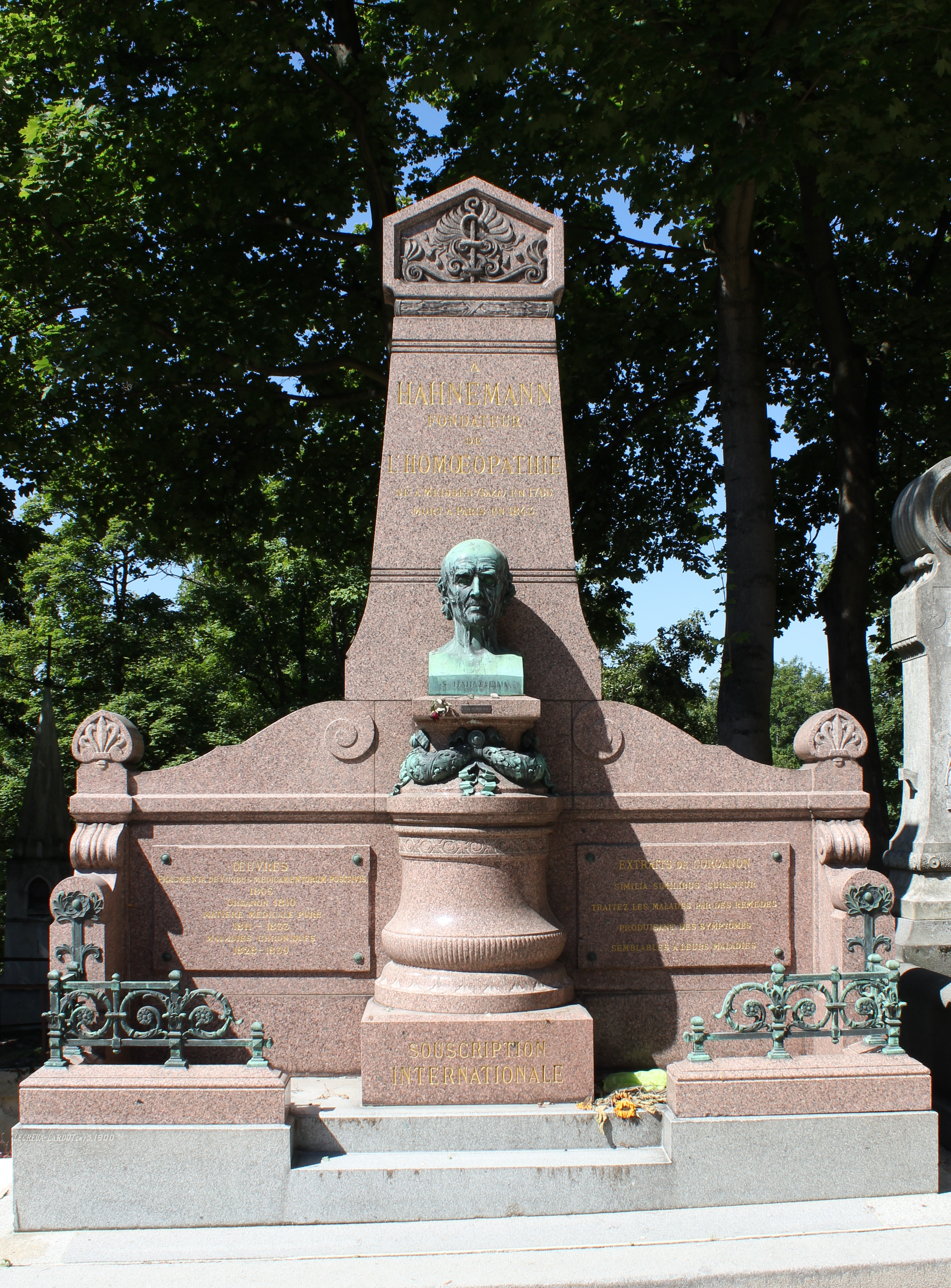
사무엘 하네만의 묘와 흉상
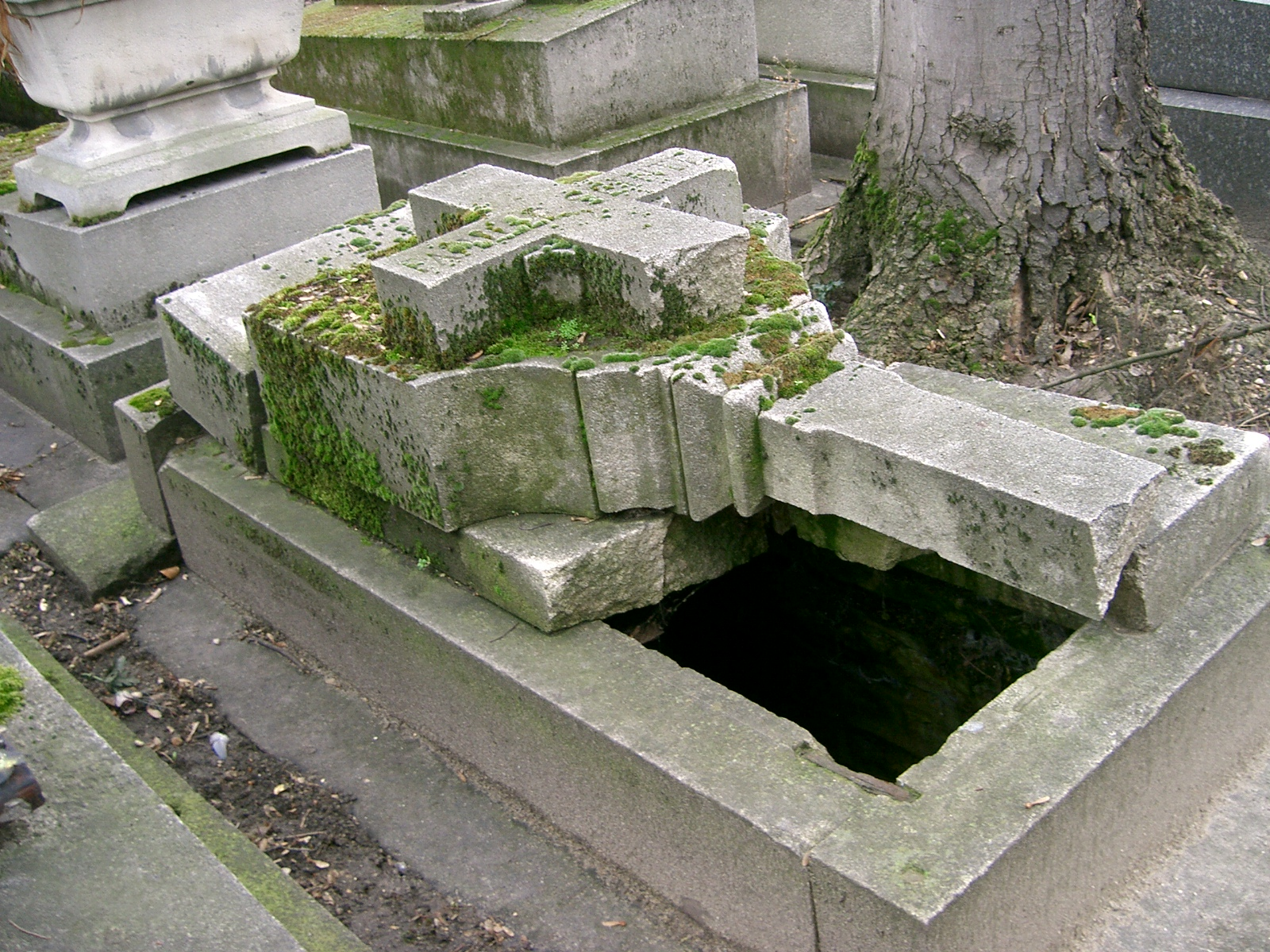
개방된 묘
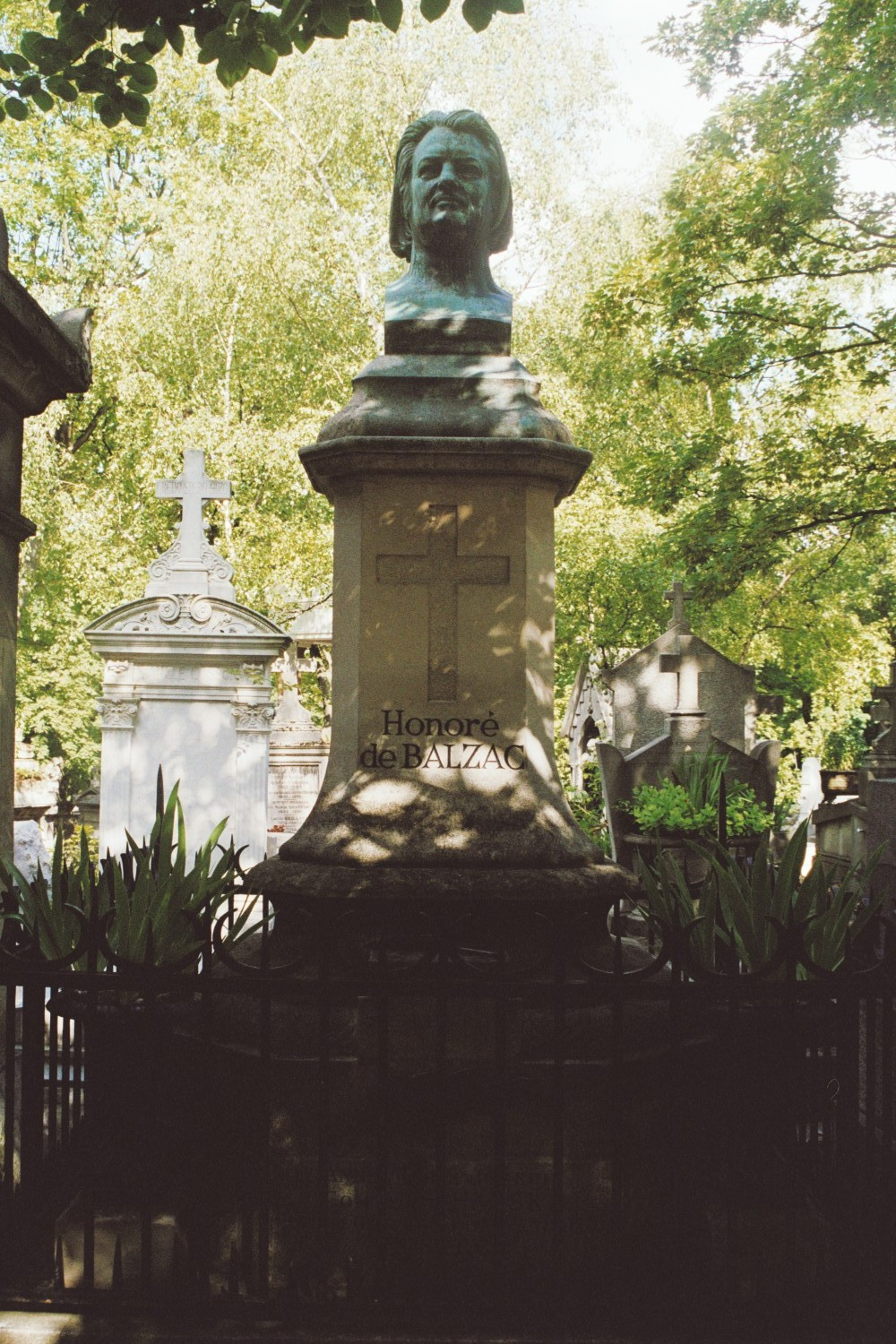
오노레 드 발자크의 묘와 흉상
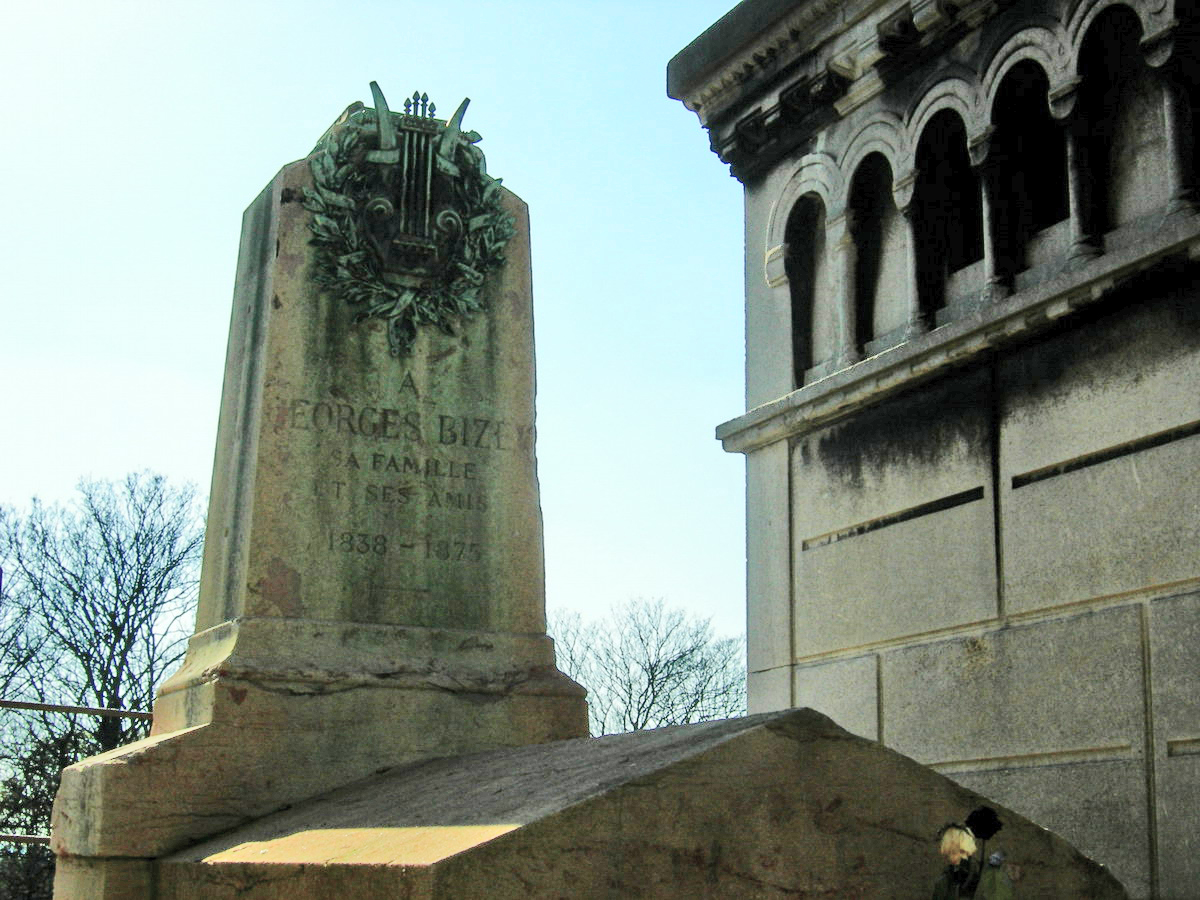
조르주 비제의 묘비
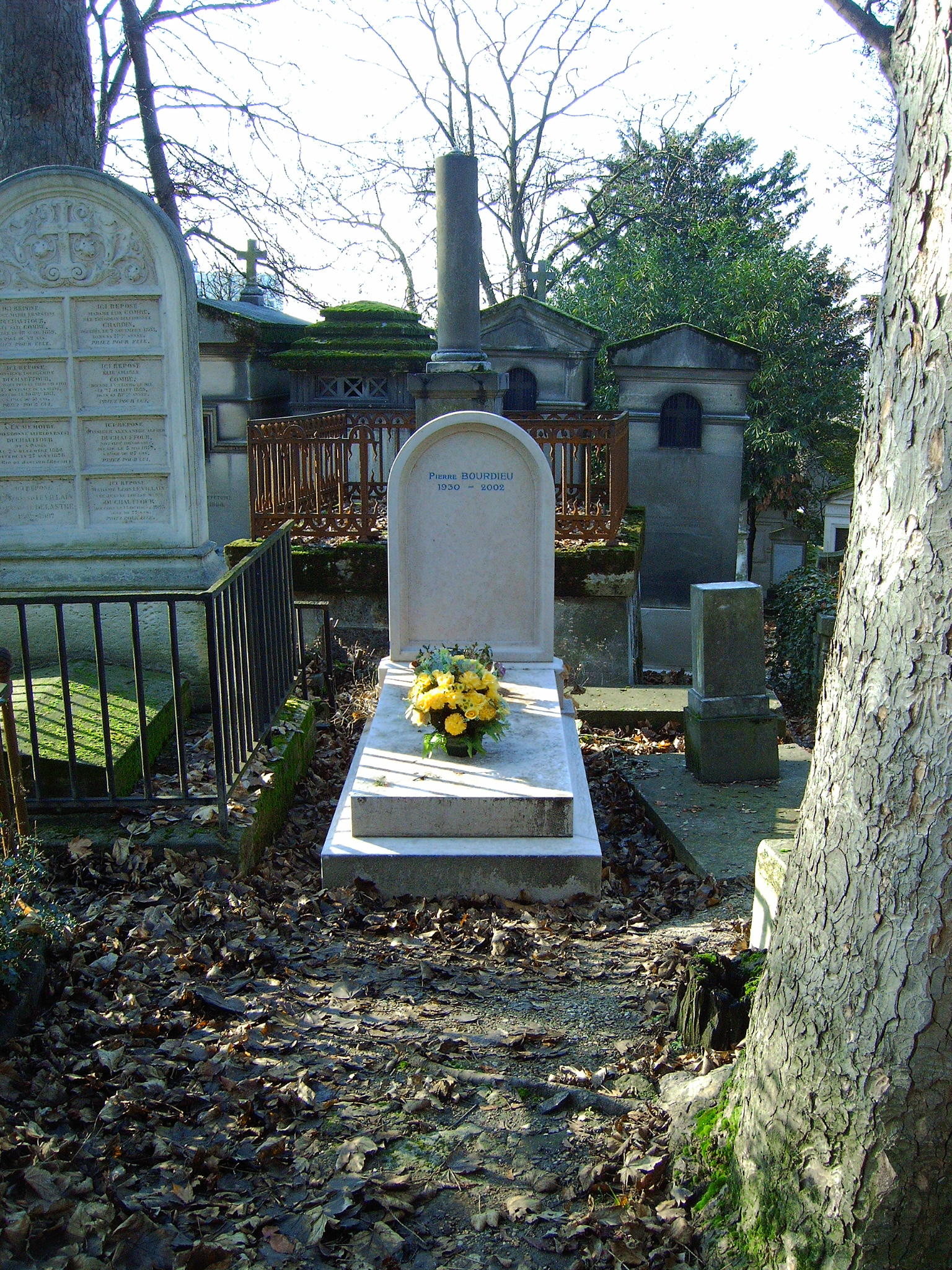
피에르 부르디외의 묘
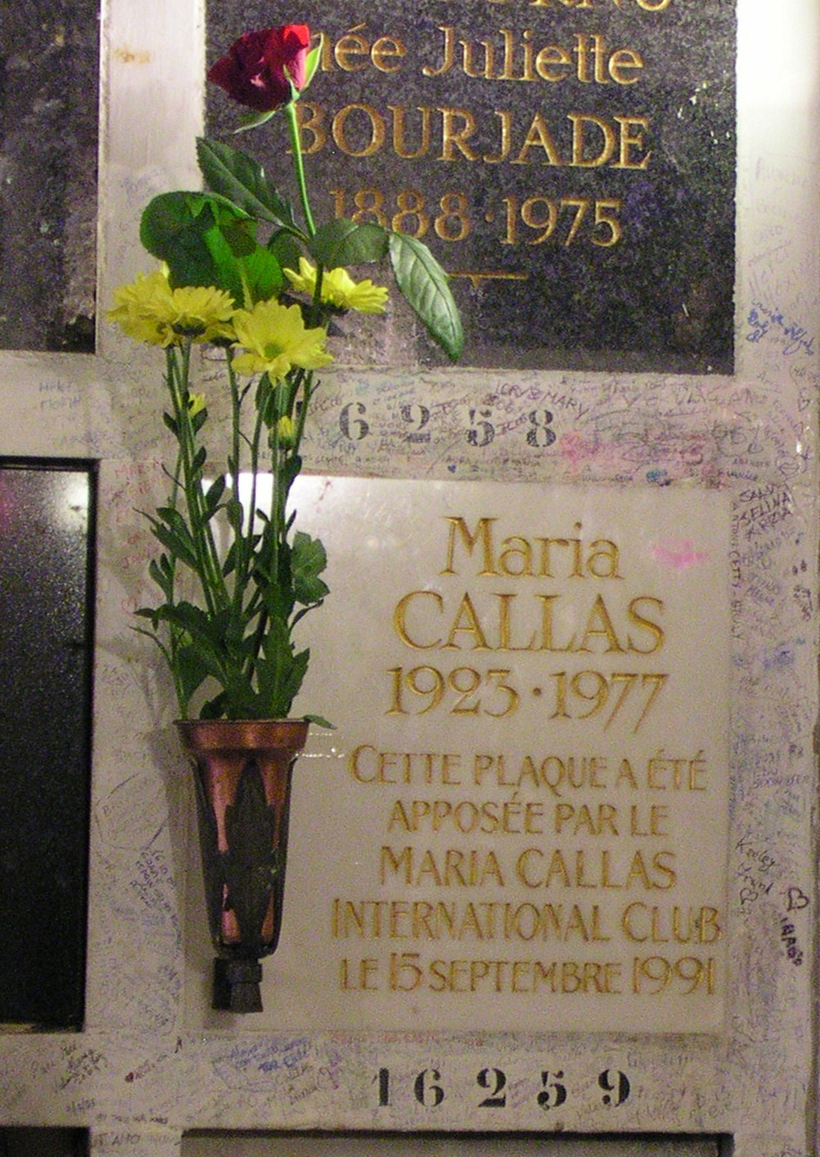
마리아 칼라스의 명판
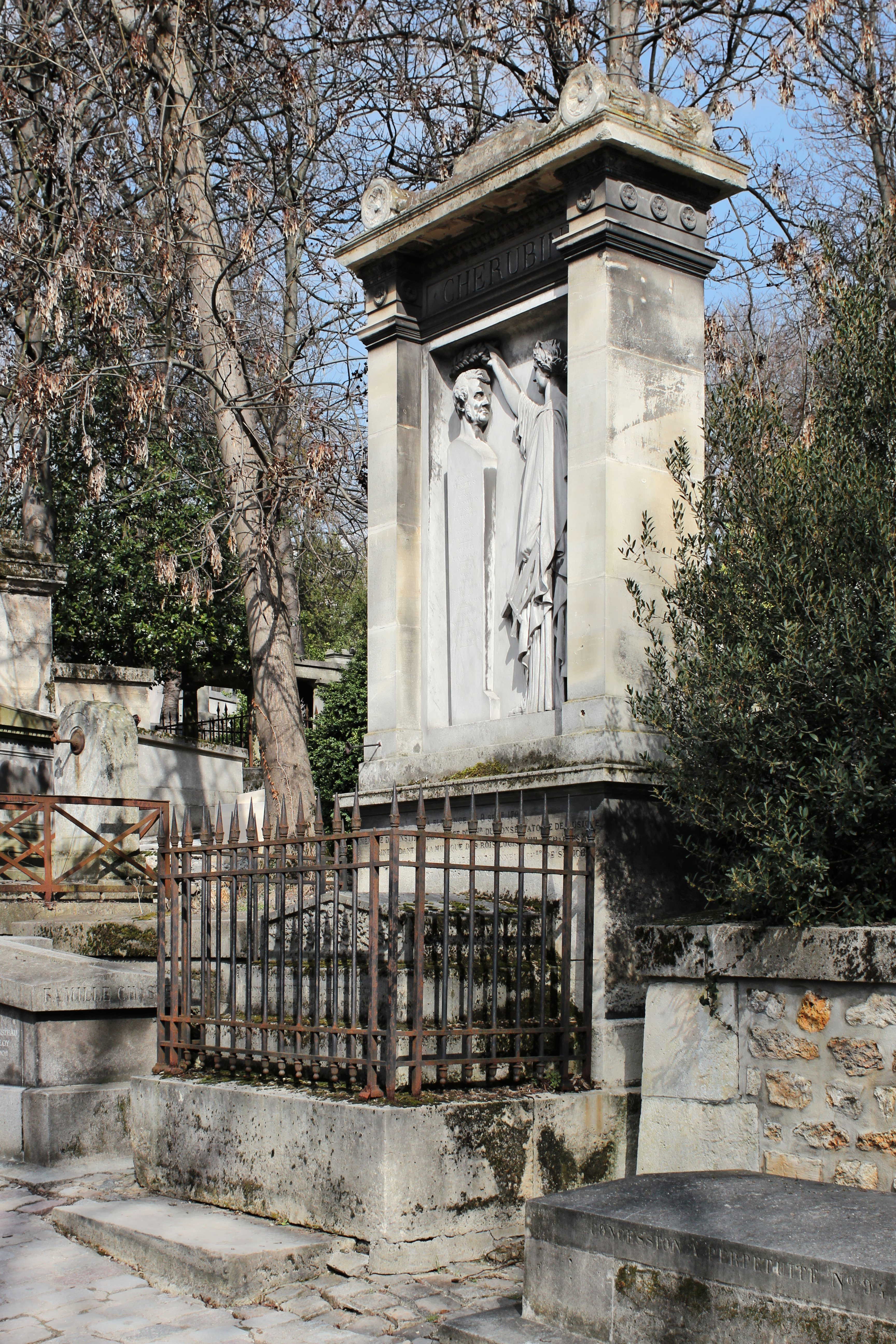
루이지 케루비니의 묘
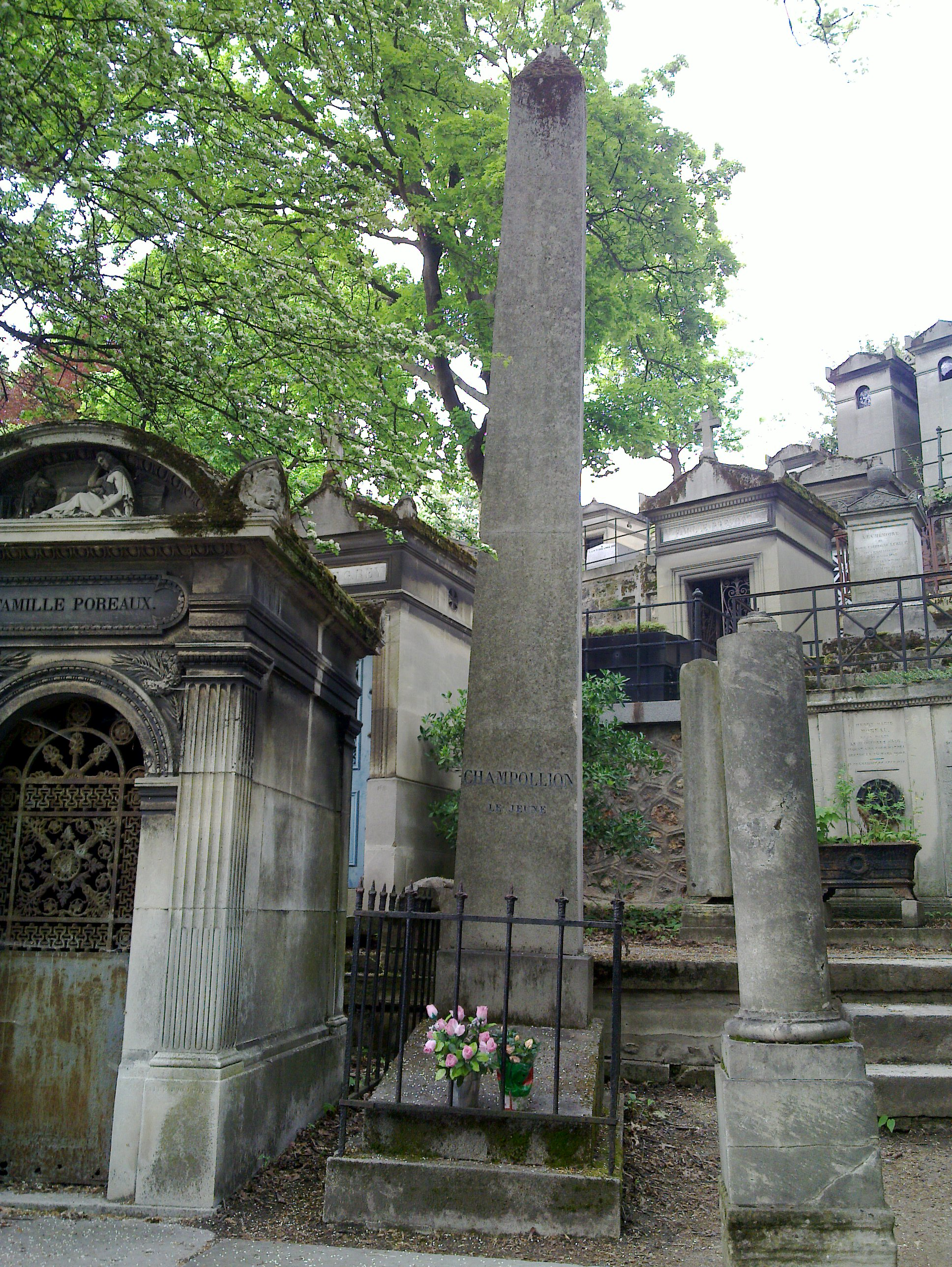
장프랑수아 샹폴리옹의 묘비
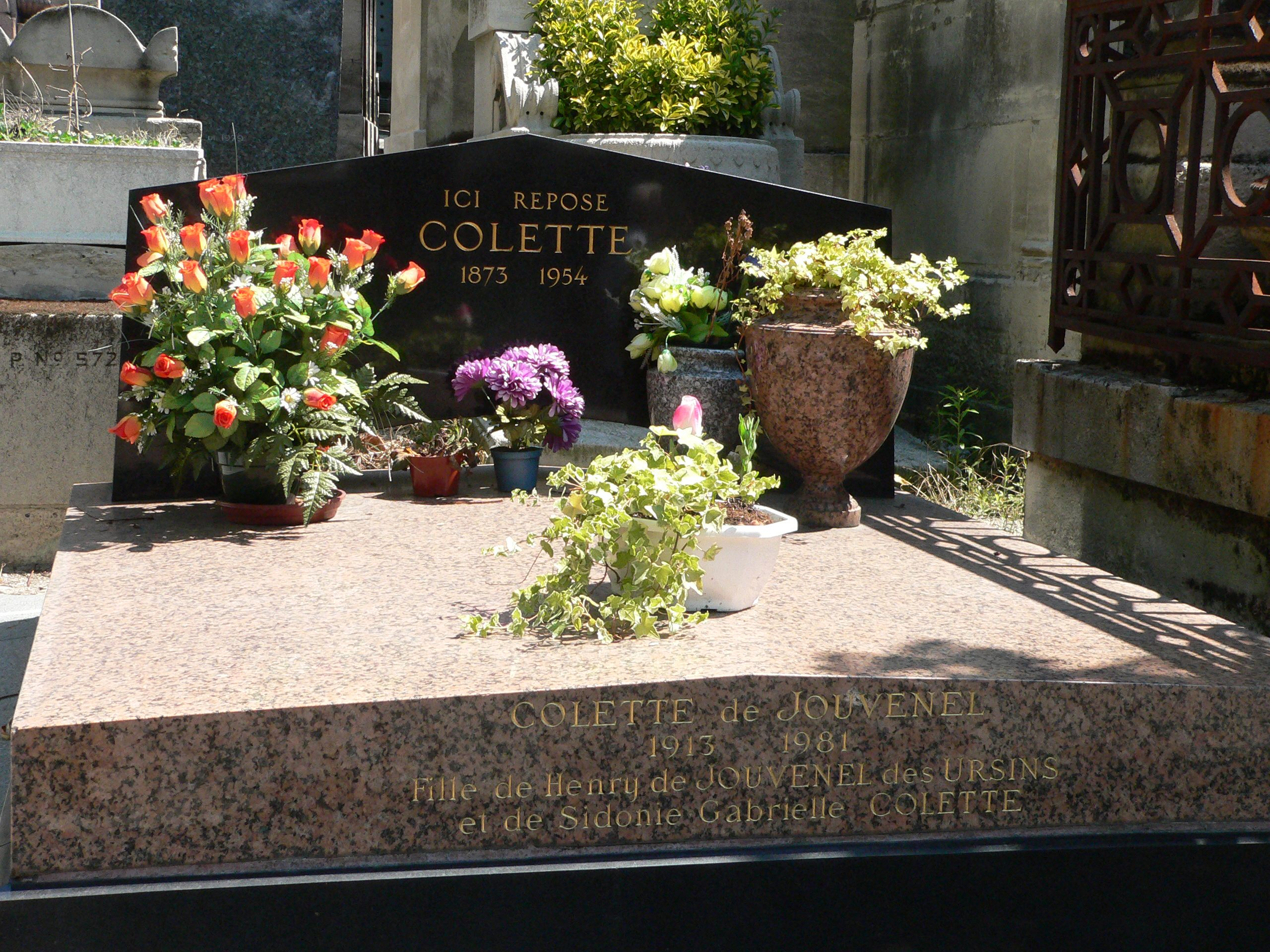
콜레트의 묘
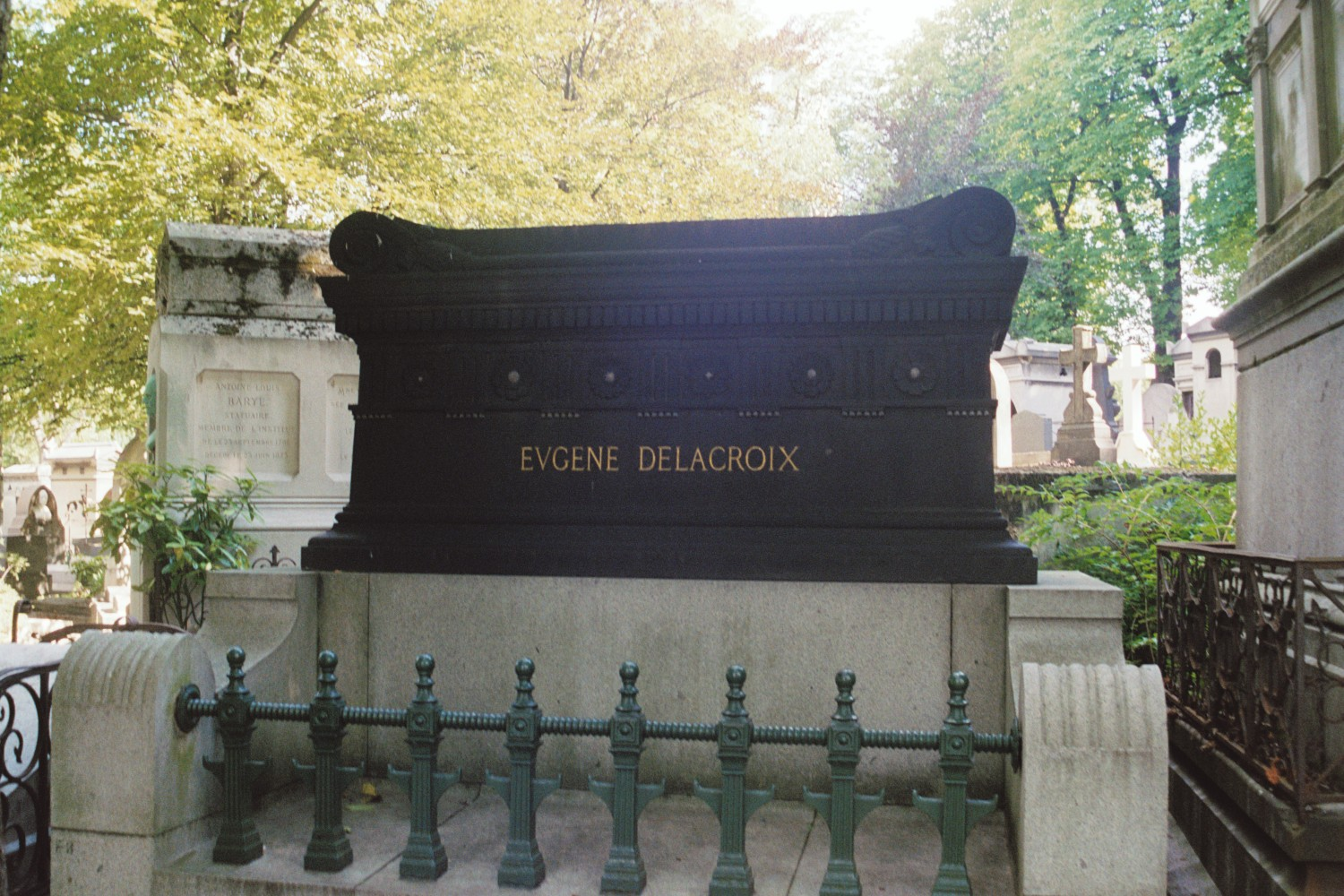
외젠 들라크루아의 묘
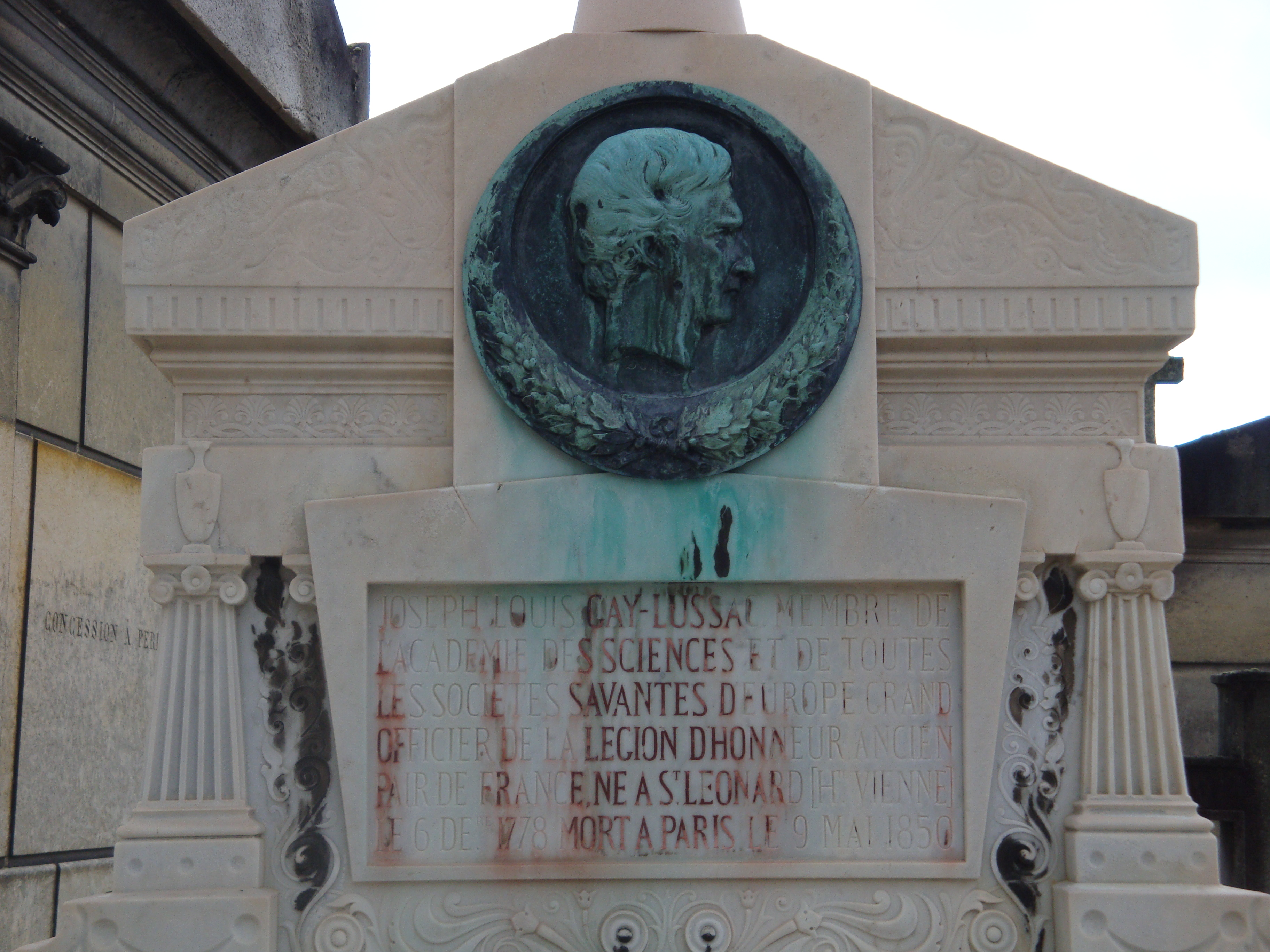
조제프 루이 게뤼사크의 묘
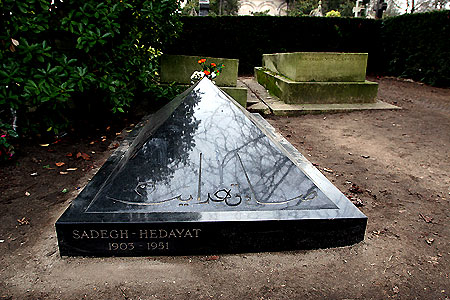
사데크 헤다야트의 묘
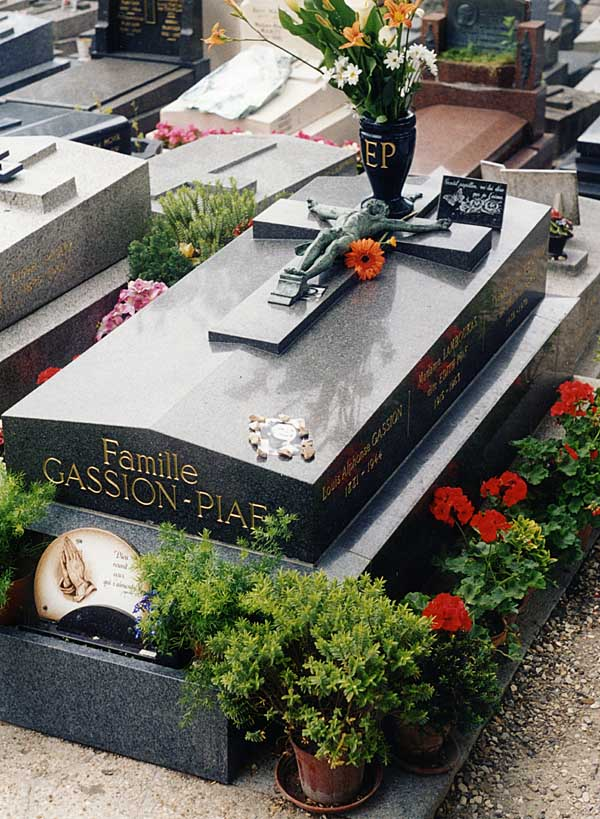
에디트 피아프의 묘
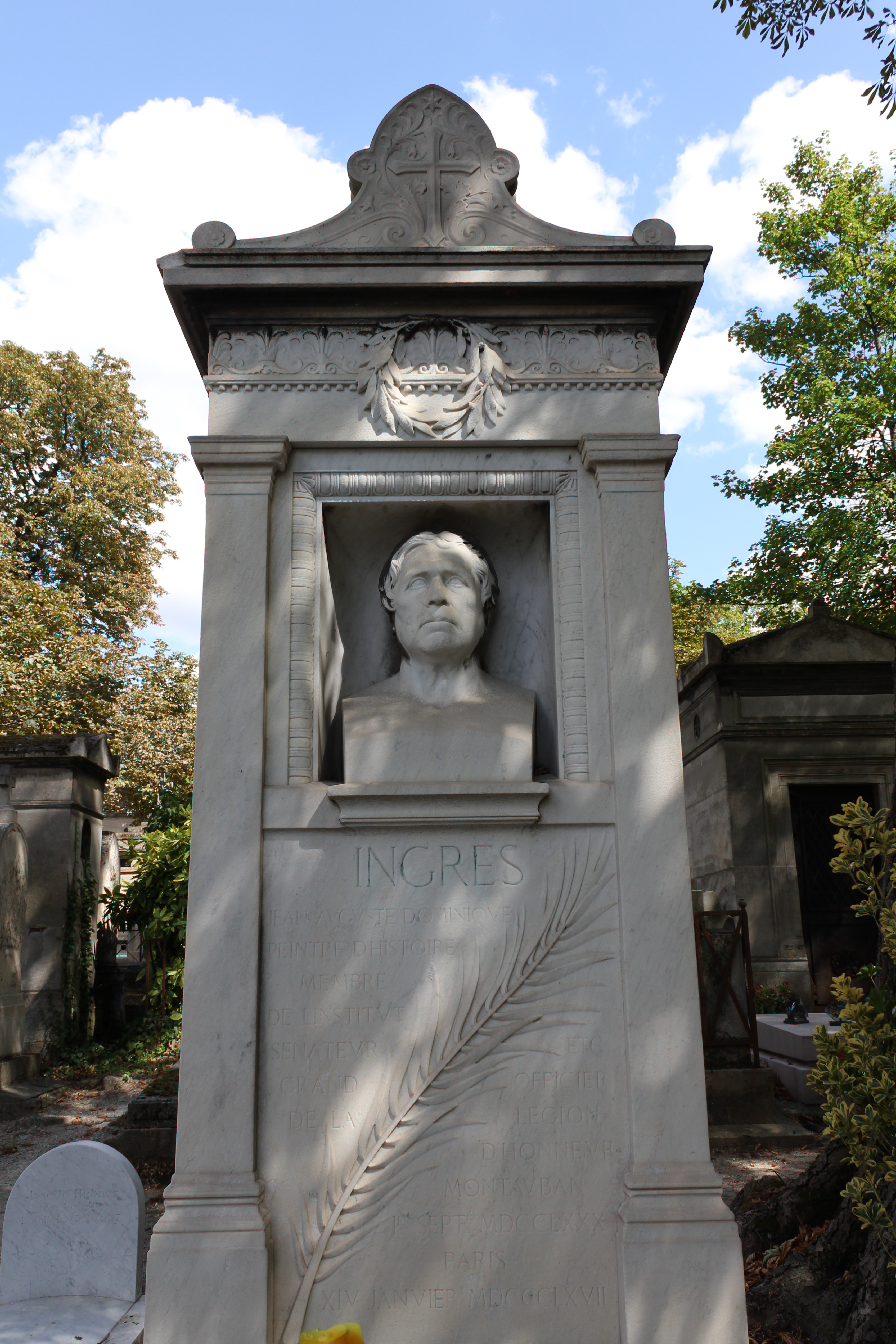
장 오귀스트 도미니크 앵그르의 묘
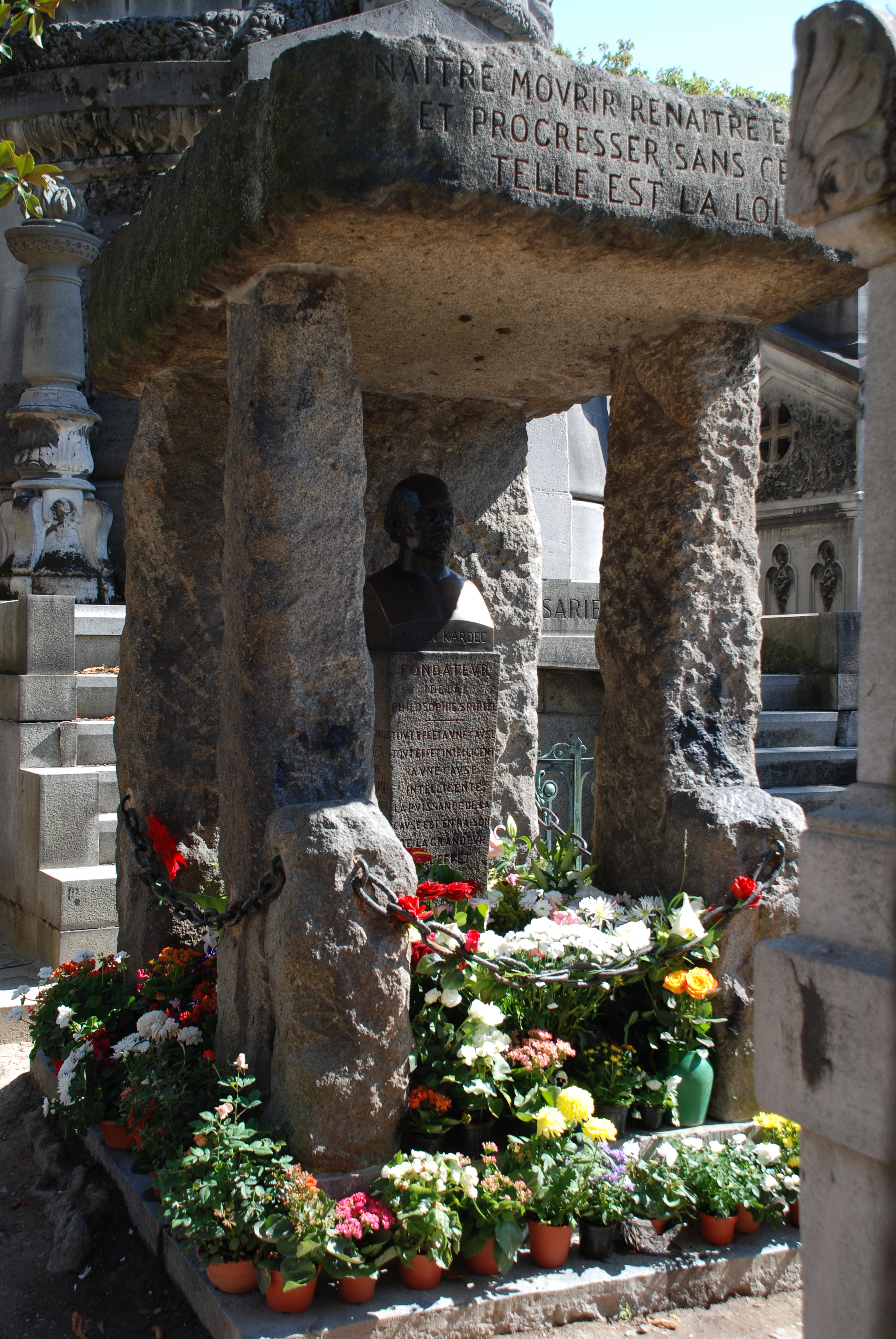
알랑 카르데크의 묘
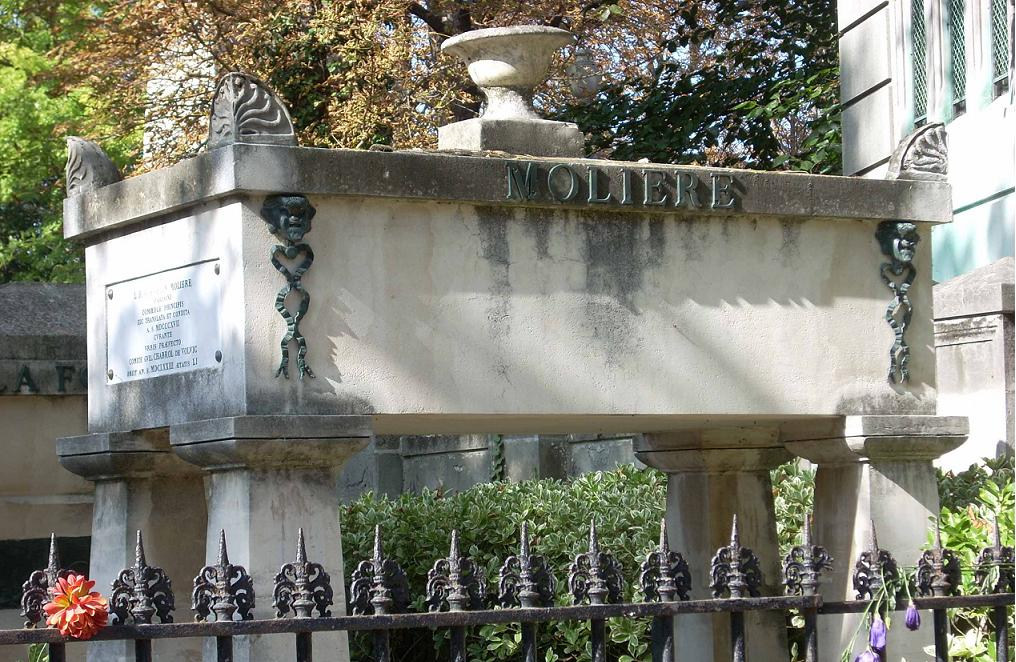
몰리에르의 묘
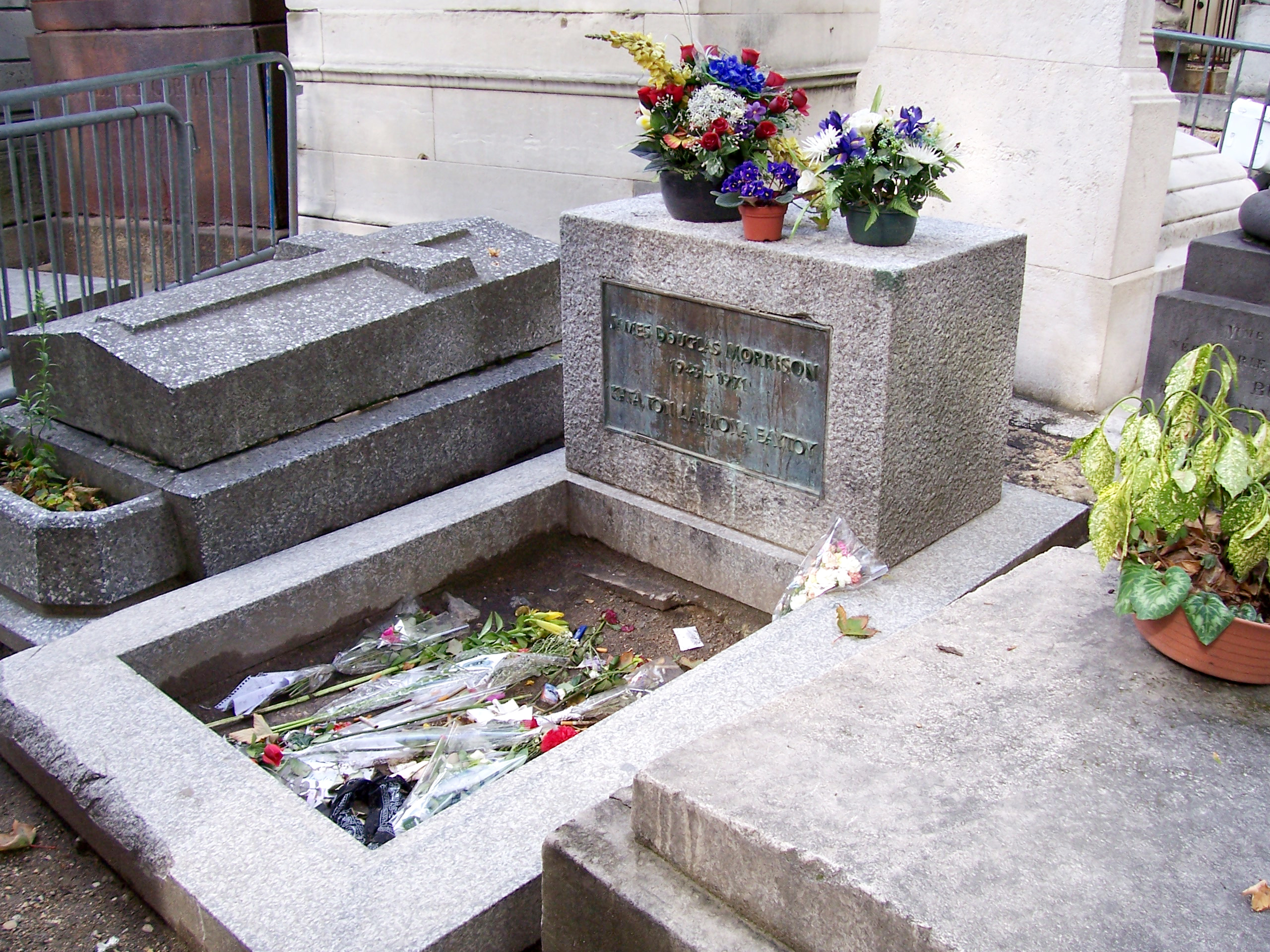
짐 모리슨의 묘
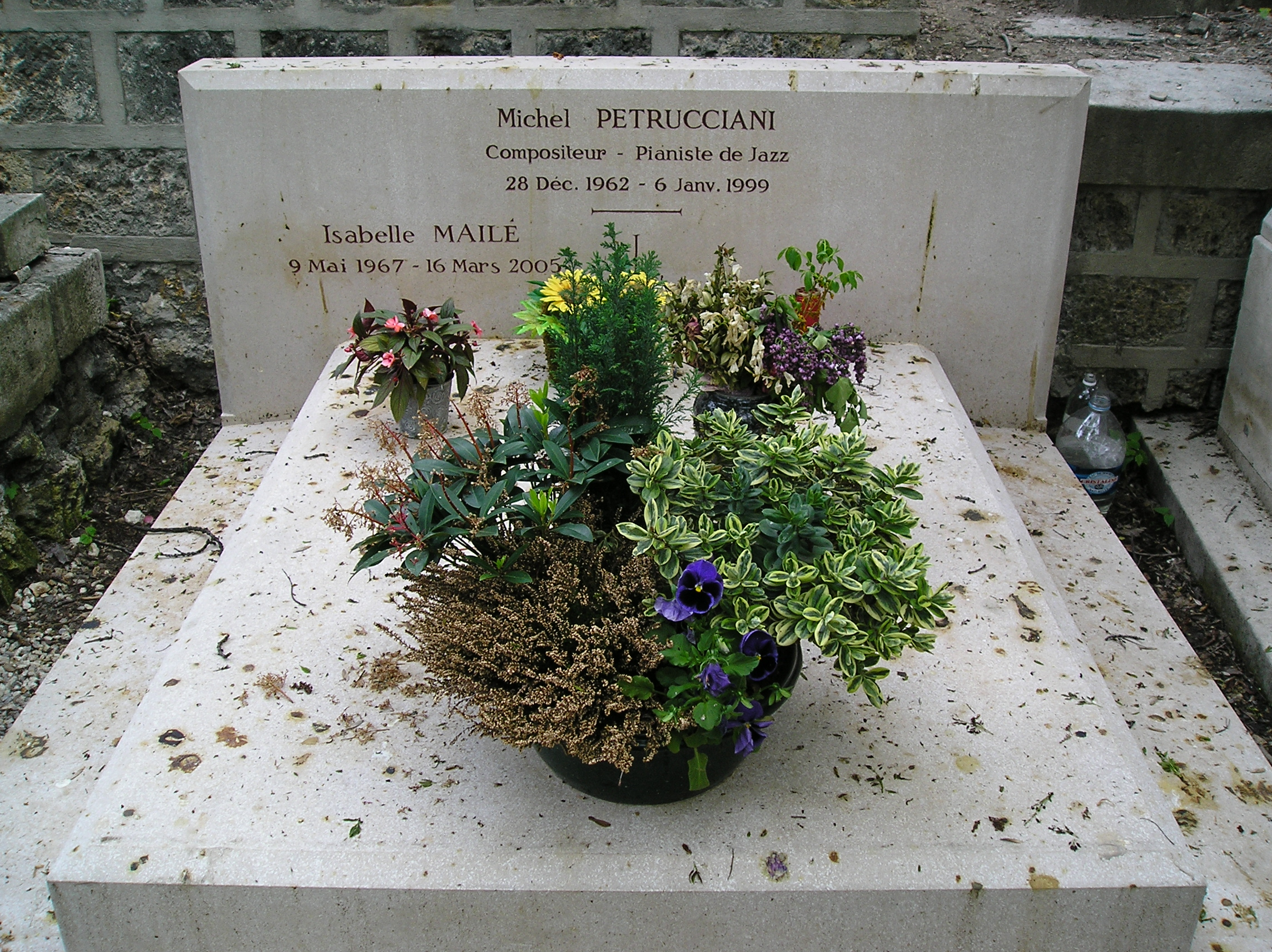
미셸 페트루치아니의 묘
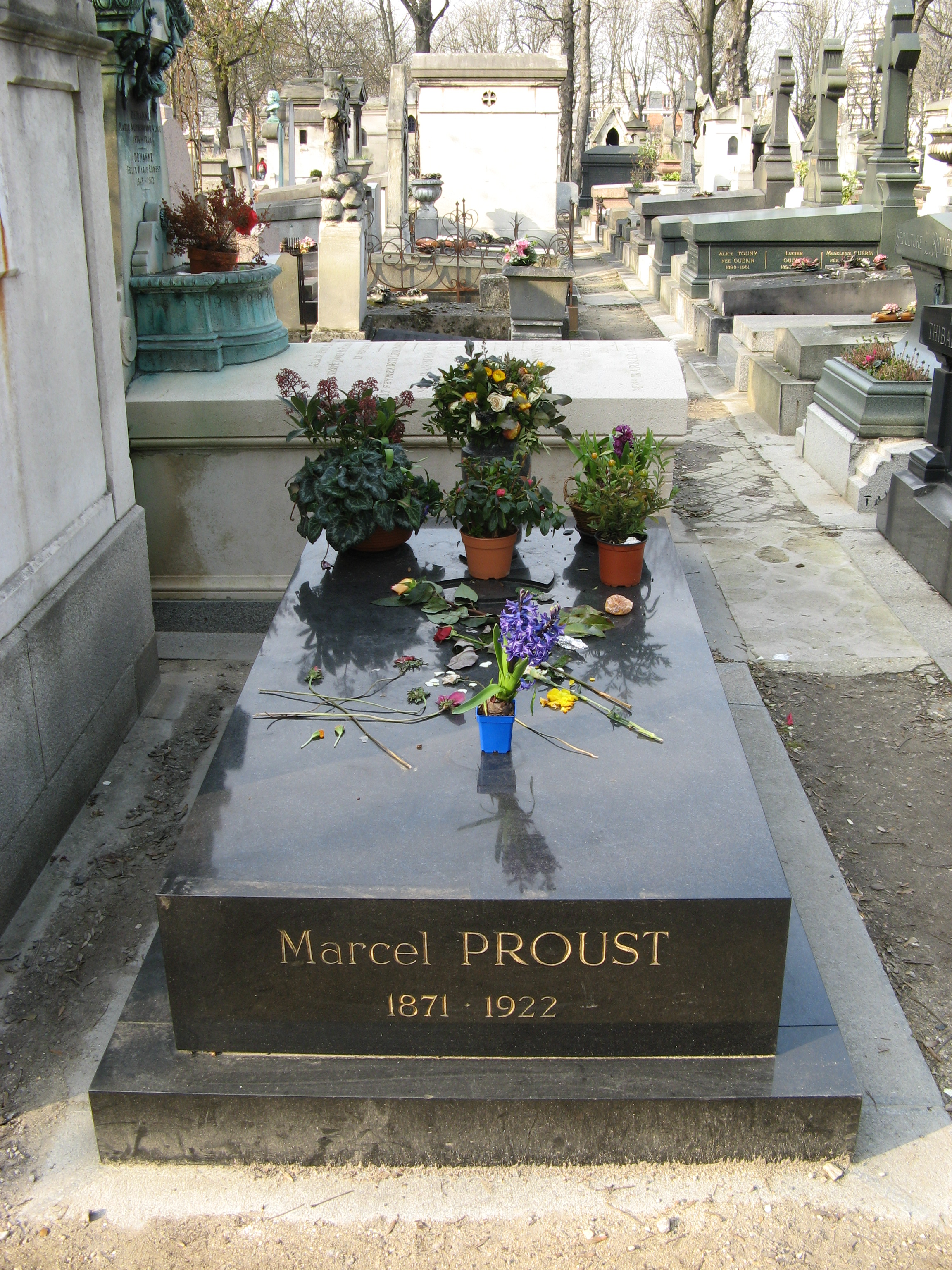
마르셀 프루스트의 묘비
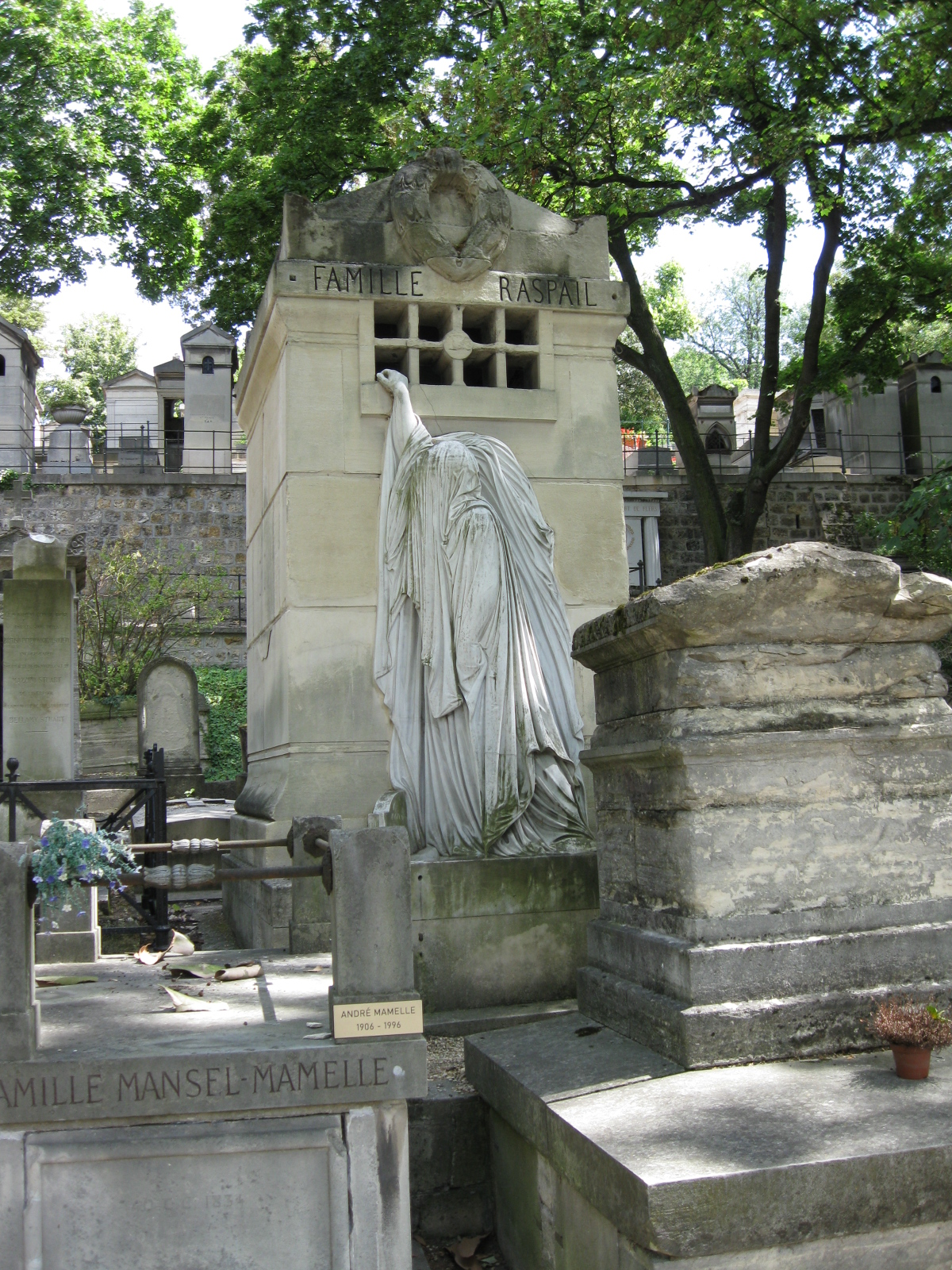
라스펠 일가의 묘비
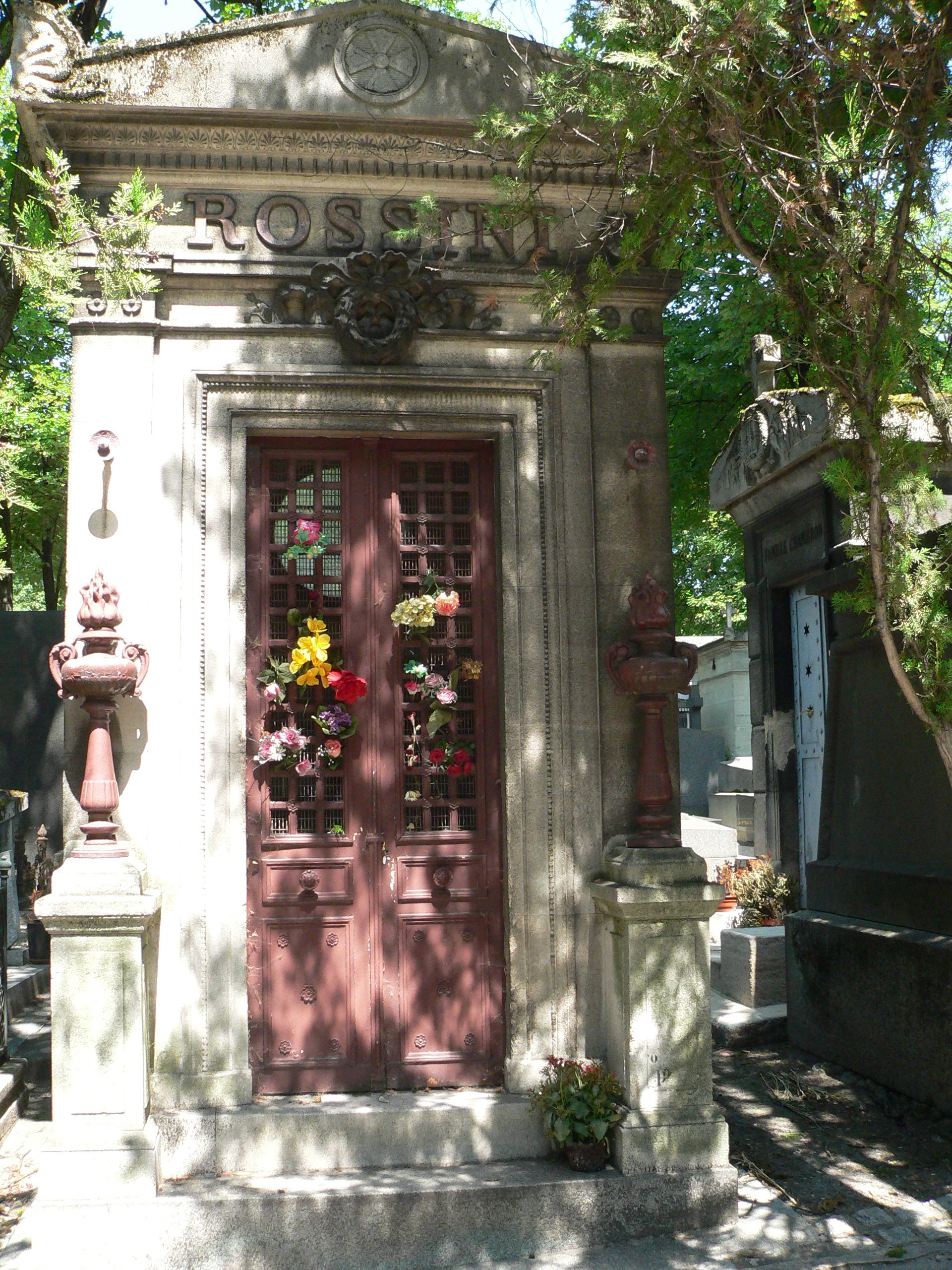
지금은 비어있는 로시니의 묘
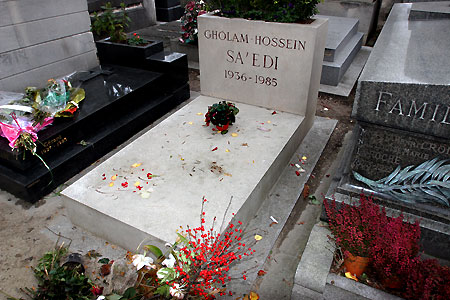
골람후세인 사에디의 묘
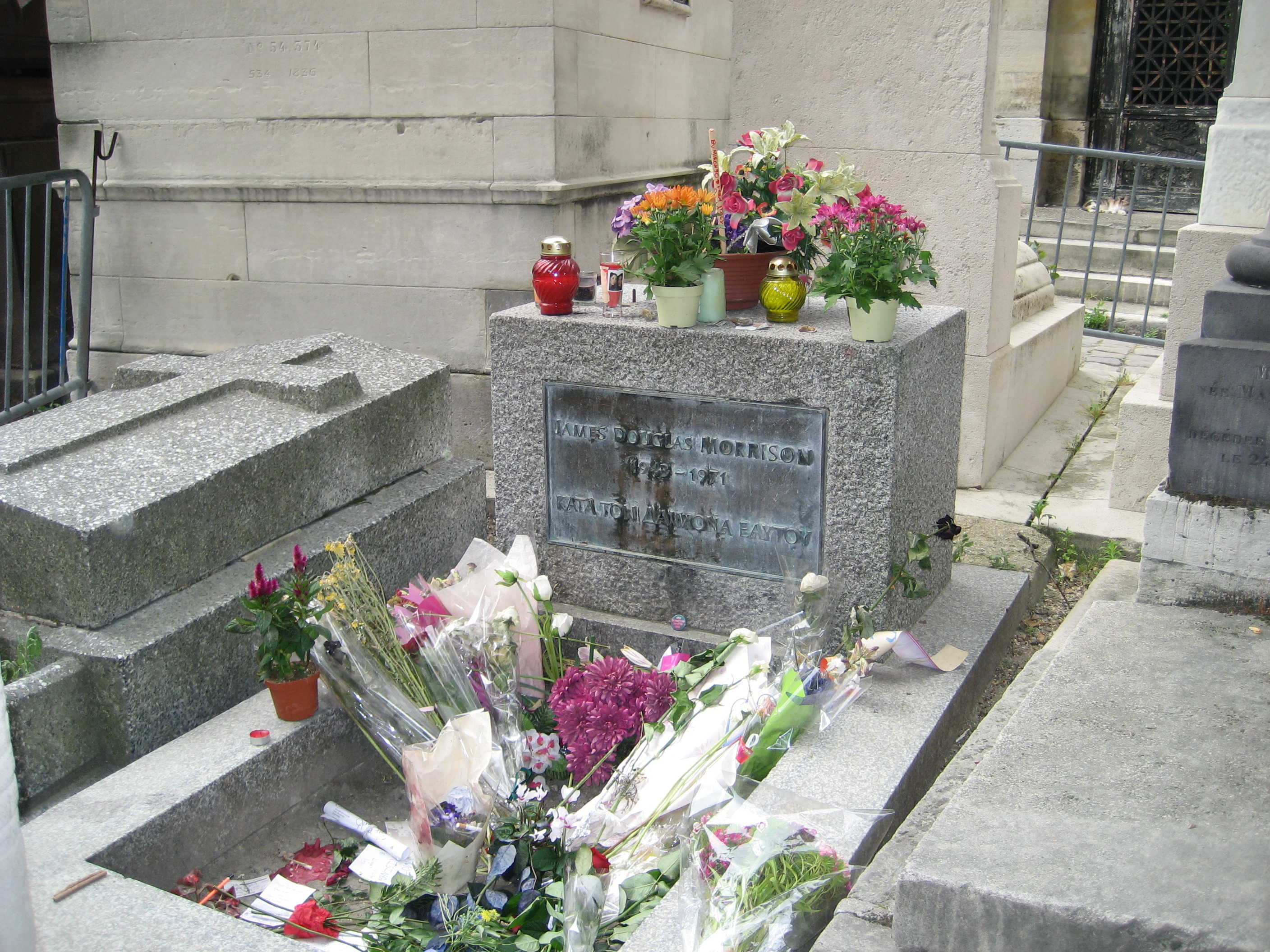
짐 모리슨의 묘
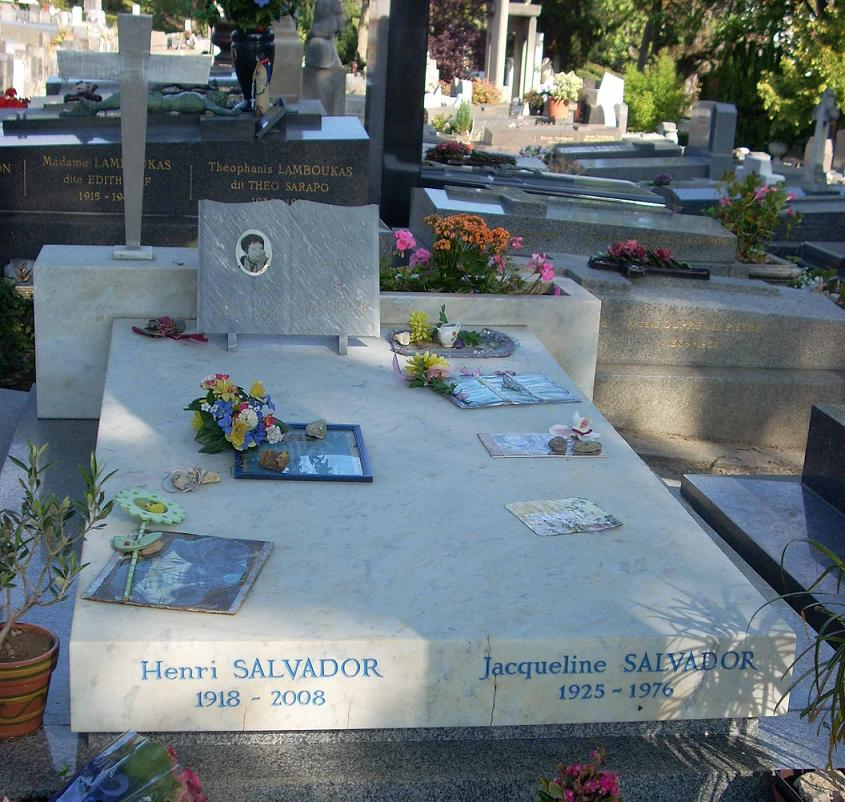
앙리 살바도르와 그의 아내 자클린 살바도르의 묘
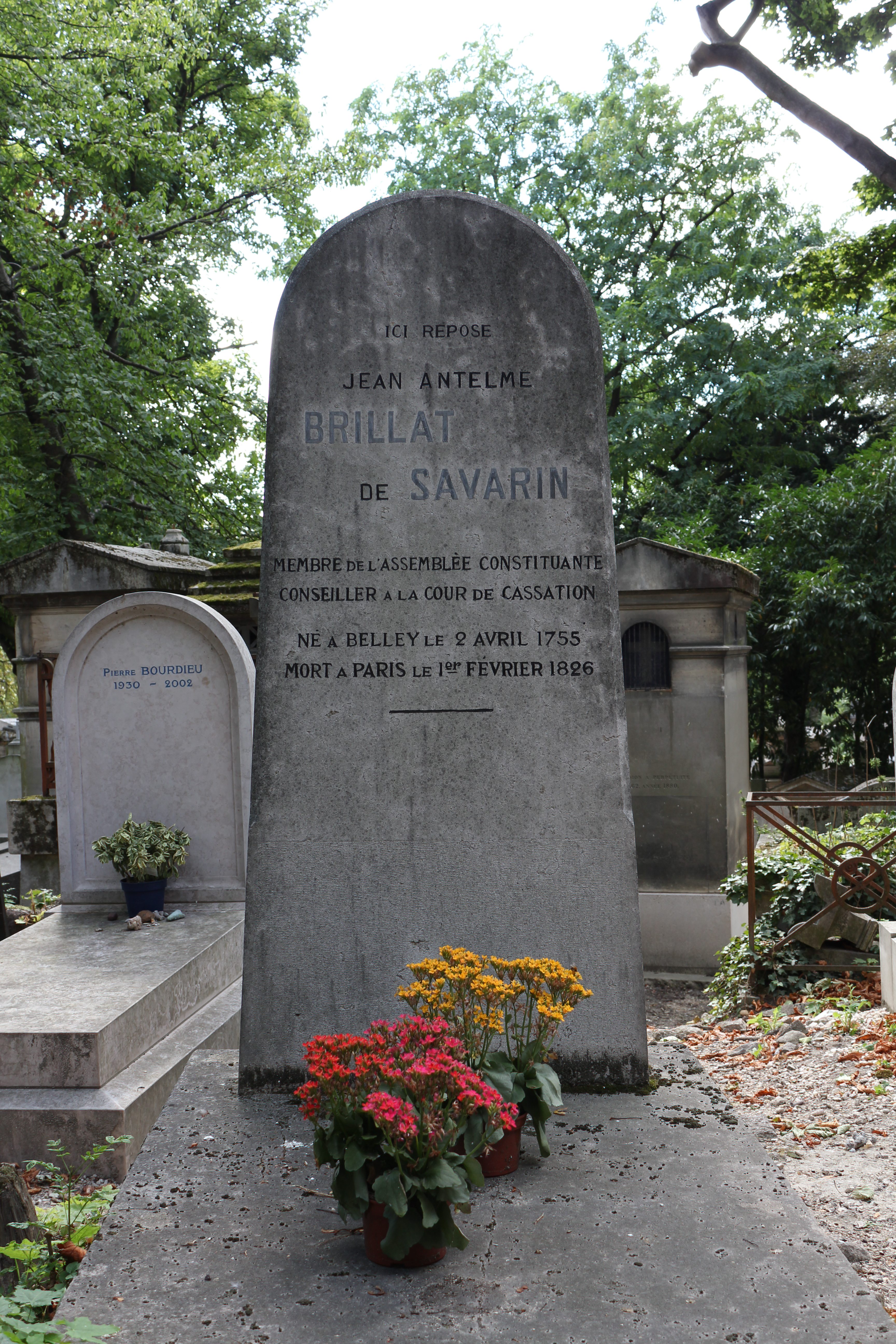
장 앙텔므 브리야사바랭의 묘
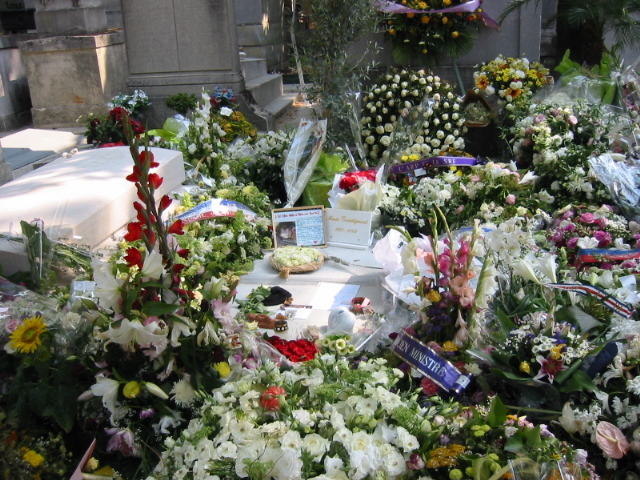
마리 트랭티냥의 묘
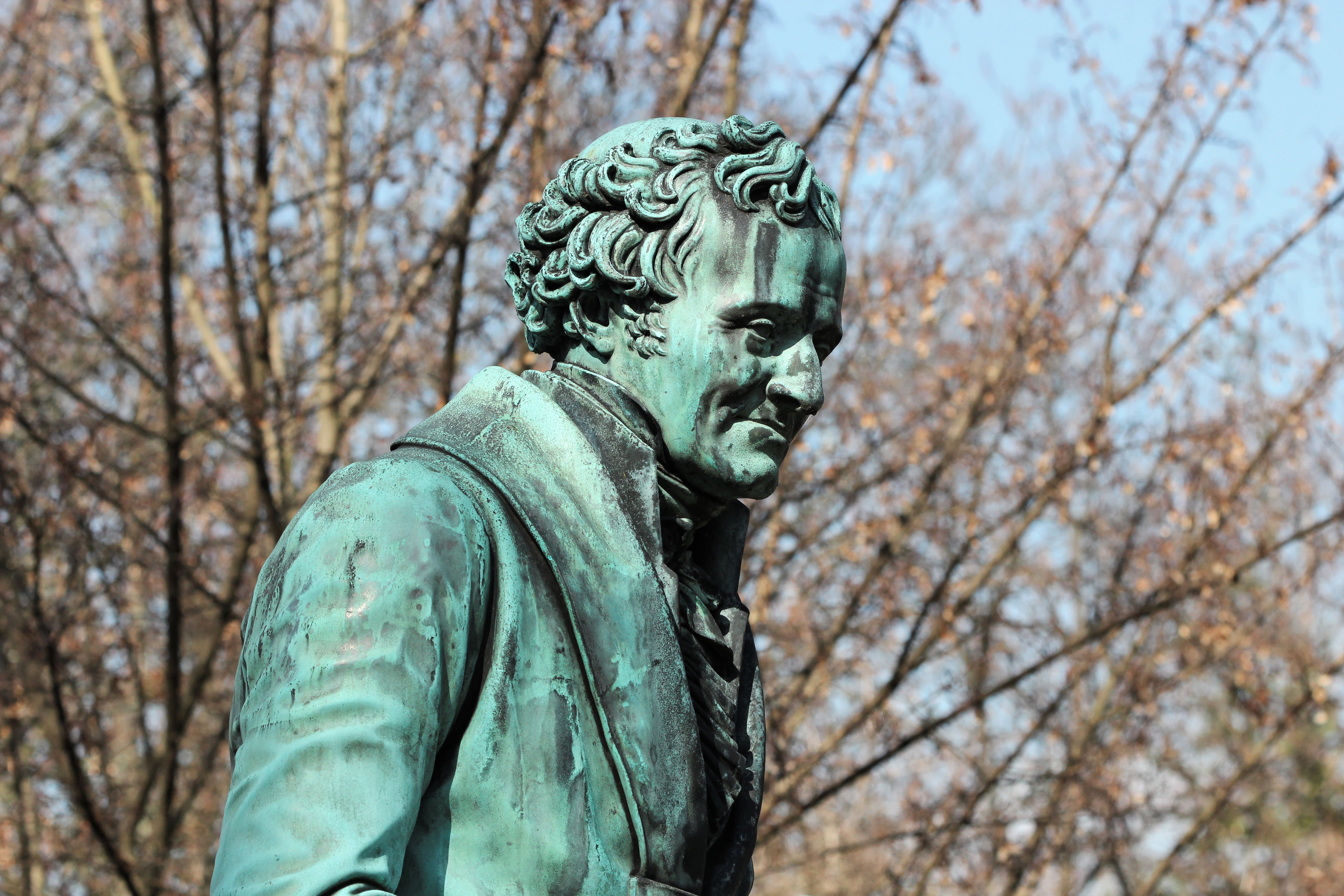
드농 공작 도미니크 비비앙의 동상
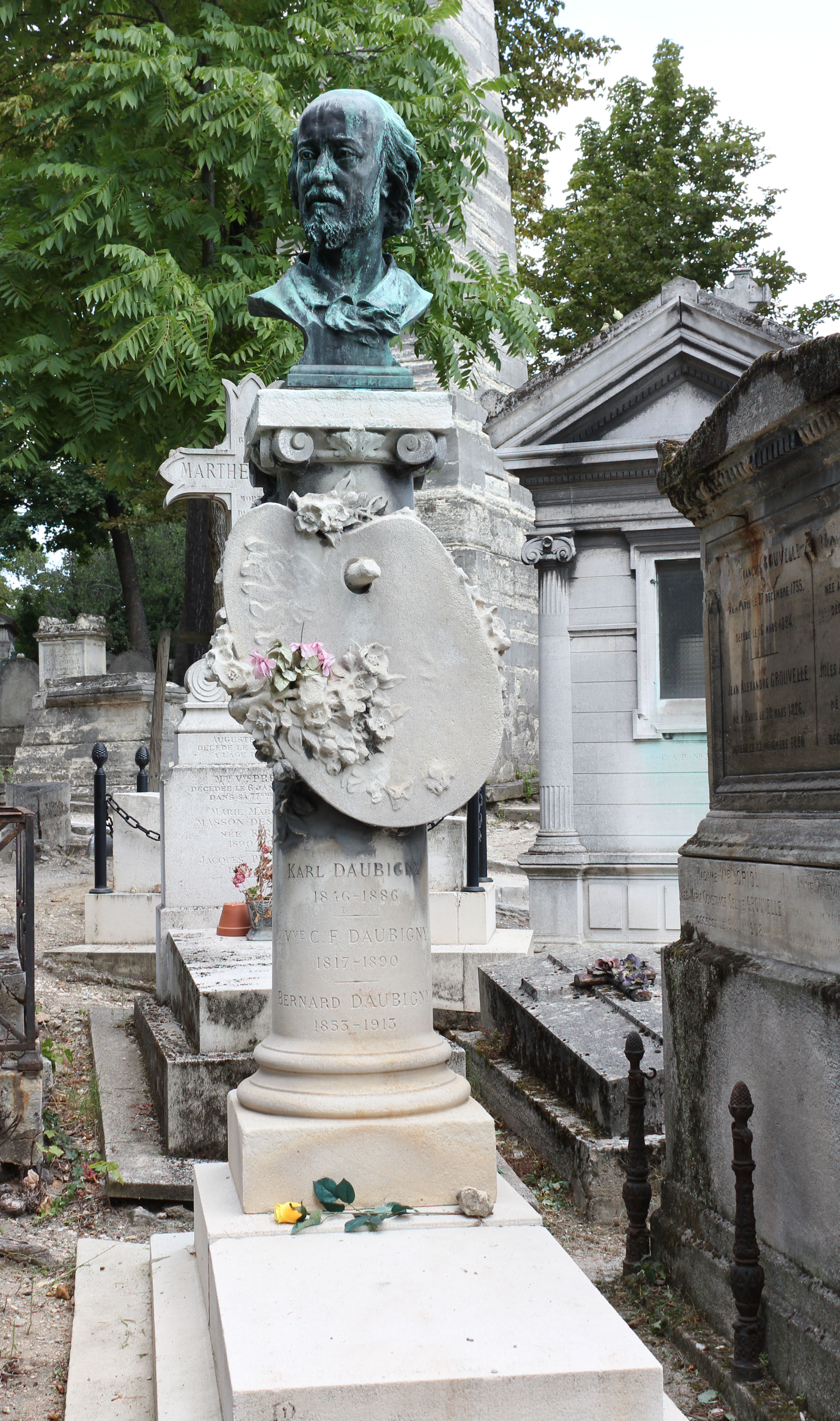
샤를프랑수아 도비니의 묘와 흉상
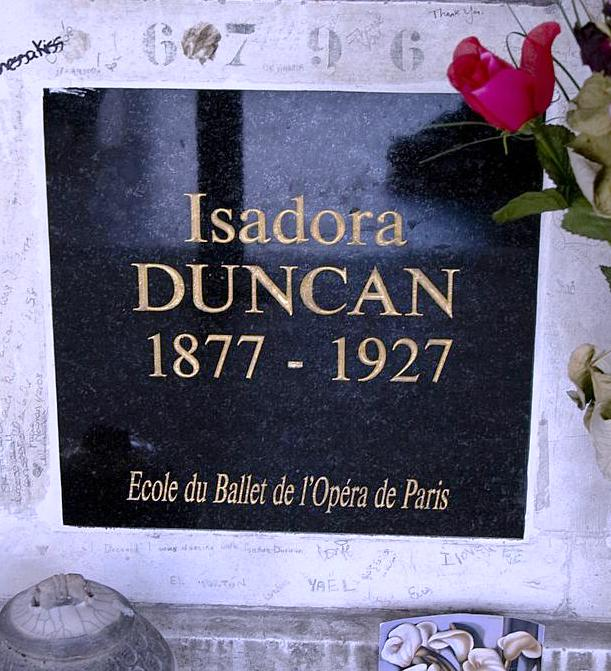
이사도라 덩컨의 묘